# Église Saint-Germain-d'Auxerre de Noisy-sur-Oise
Pour les articles homonymes, voir Église Saint-Germain-d’Auxerre.
L'église Saint-Germain-d'Auxerre est une église catholique paroissiale située à Noisy-sur-Oise, en France. C'est une petite église à double vaisseau, ce qui fait son principal intérêt, car son architecture est plutôt rustique, et ne comporte aucun élément remarquable. Au sud, la chapelle des fonts baptismaux, le clocher en bâtière, la chapelle de la Saint-Joseph et la sacristie sont accolées à ce double vaisseau, ce qui confère à l'édifice une silhouette pittoresque. Les trois premières parties datent du XIIIe siècle, voire de la fin du XIIe siècle en ce qui concerne la base du clocher, mais l'on y cherchera en vain des éléments de sculpture ou de modénature de cette époque. Dans le double vaisseau, l'on distingue une nef carrée, dont le chapiteau de crochets du pilier central atteste seul ses origines au XIIIe siècle, et un chœur également carrée, qui est partagé entre le sanctuaire et la chapelle de la Vierge Marie, au nord. Ce chœur de style gothique flamboyant est voûté d'ogives, et présente une architecture plus soignée. La chapelle Saint-Joseph a été revoûtée dans le même style, mais elle est plus simple. À l'est, elle se prolonge par un renfoncement ajoutée en 1862, dans le cadre de la construction de la sacristie. L'église Saint-Germain a été inscrite au titre des monuments historiques par arrêté du 3 juillet 1969, et bénéficié d'une restauration au début des années 1990. Elle est aujourd'hui affiliée au groupement paroissial de Viarmes, et les messes dominicales y sont célébrées le premier dimanche du mois à 9 h 00.

## Localisation

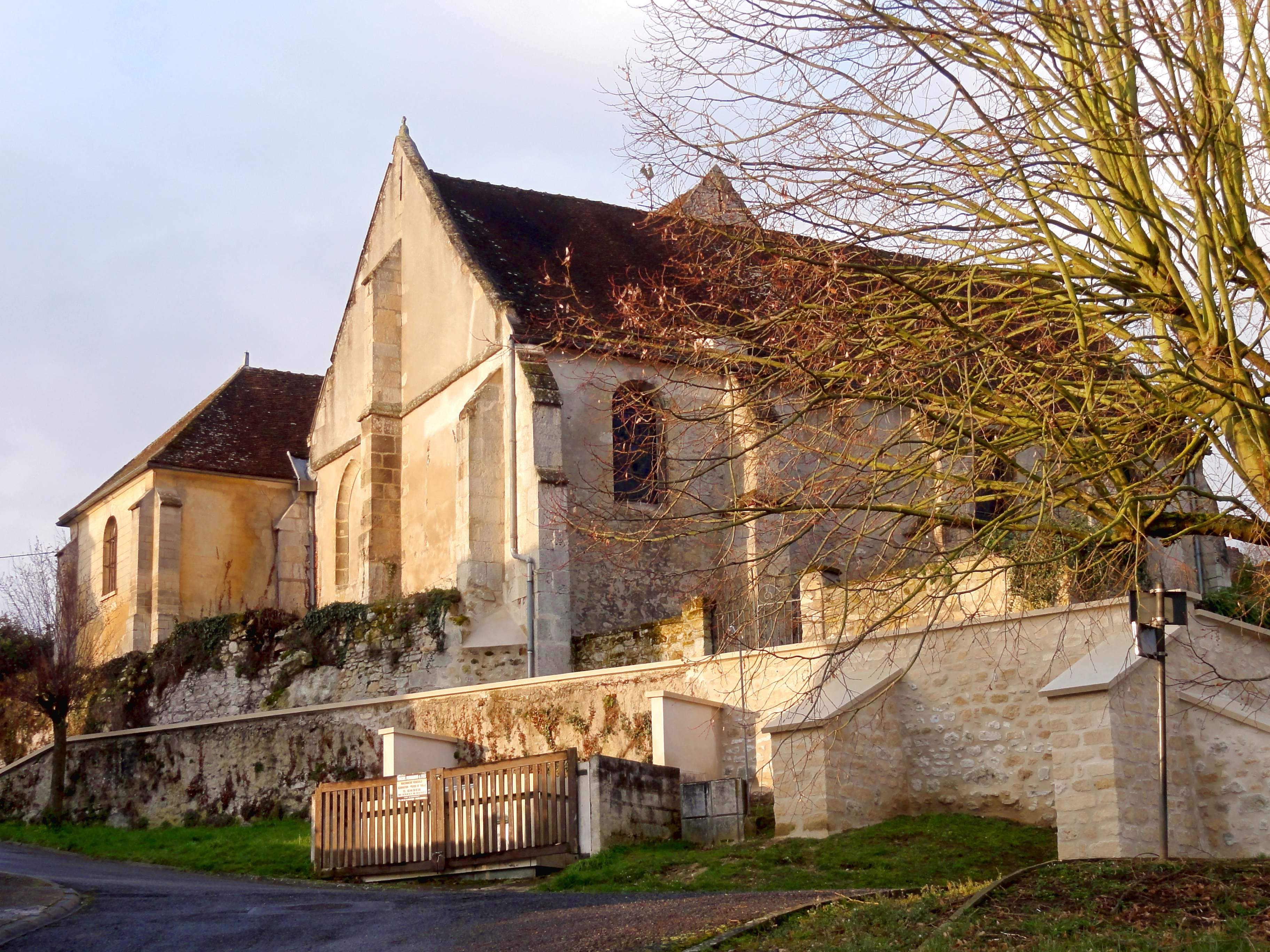
Vue depuis le nord-est.

L'église est située en France, en région Île-de-France et dans le département français du Val-d'Oise, au nord de la forêt de Carnelle, sur la crête avant la chute du plateau dans la vallée de l'Oise, non loin de la rive gauche de la rivière, sur la commune de Noisy-sur-Oise, rue de l'Égalité. L'élévation méridionale est alignée sur la rue, qui constitue la prolongation de la rue Paul-Bert, où se situe la mairie. Au sud-est du chevet, à l'intersection des deux rues, débute la rue Léopold-Poulin, qui passe devant le chevet, et descend le flanc du coteau. Elle permet d'apercevoir l'élévation septentrionale de l'édifice enclavé dans l'ancien cimetière, qui domine le coteau grâce à un puissant mur de soutènement épaulé par des contreforts. La façade occidentale est également en partie enclavée dans l'ancien cimetière, qui est normalement fermé d'accès. Elle est néanmoins visible depuis la rue de l'Égalité. L'on accède à l'unique portail de l'église par un porche devant la façade.

## Histoire
La fondation de la paroisse remonte aussi loin que 832 selon l'abbé Vital Jean Gautier, et la construction de l'église actuelle, au XIIIe siècle. Elle est dédiée à saint Germain d'Auxerre. Sous l'Ancien Régime, Noisy-sur-Oise relève du doyenné de Beaumont, de l'archidiaconé de Clermont et du diocèse de Beauvais. Le collateur de la cure est l'abbé de l'abbaye de Saint-Denis. René Cauchoix mentionne, dans le contexte de l'église, un prieuré, « servant de logement aux abbés et aux prieurs ». Il se réfère à la demeure dite Le Valdampierre, ou le Petit-Val, dénomination qui indique déjà son lien avec l'abbaye Notre-Dame du Val, à Mériel. Or, l'abbaye du Val n'a aucun rapport avec l'église paroissiale de Noisy et le Valdampierre fut en réalité à une exploitation viticole tenue par des moines convers ; rien n'atteste un éventuel passé de prieuré. Les différentes phases de la construction de l'église ne sont pas attestées par des documents. Elles peuvent être en partie déduites de l'analyse archéologique du monument, et se sont révélées lors de la restauration au début des années 1990. Cependant, l'architecture n'offre que peu de détails caractérisés, et certaines questions restent en suspens.

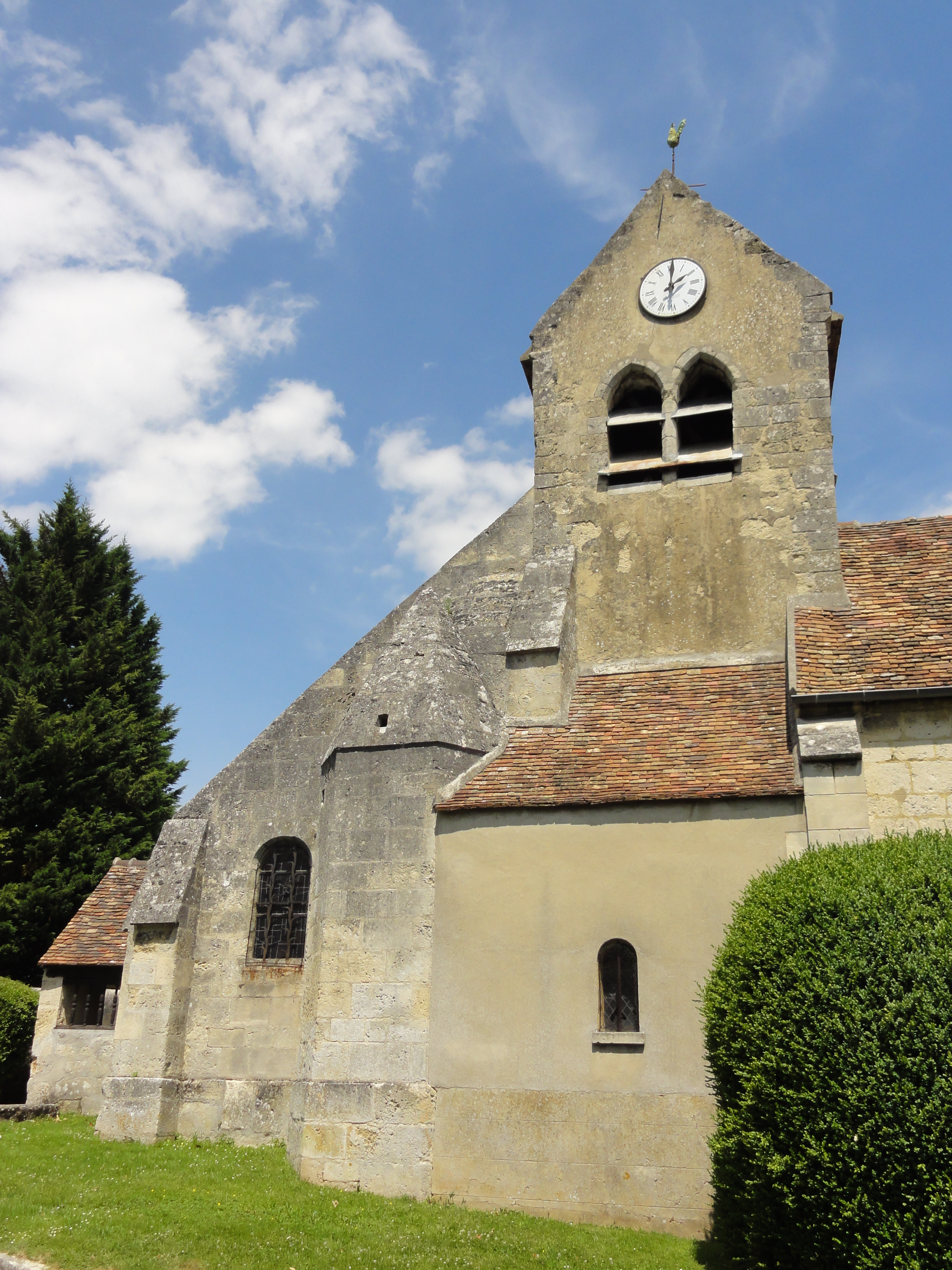
Porche, chapelle des fonts baptismaux, cage d'escalier, clocher et ancienne sacristie.

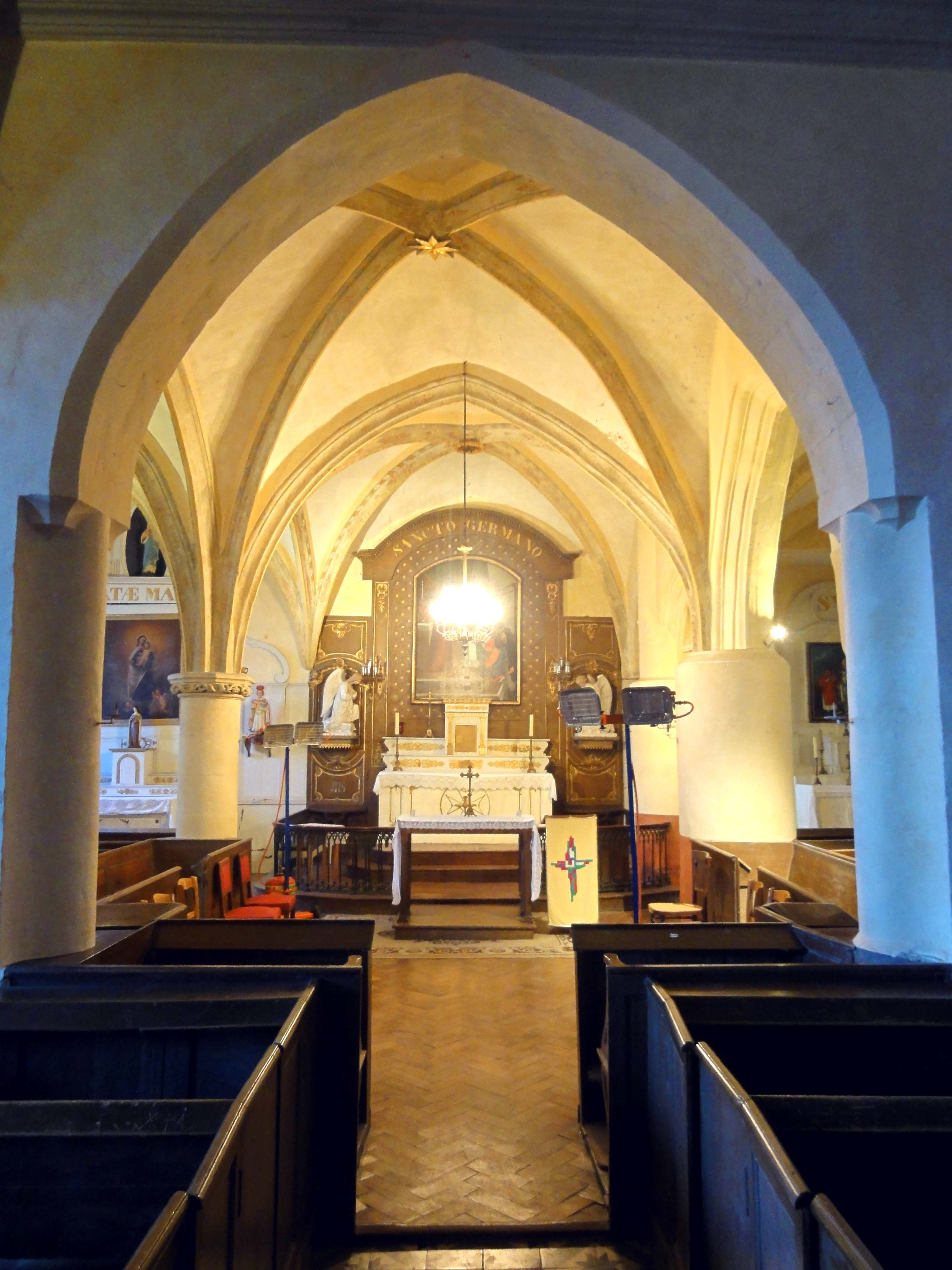
Nef, vue dans le chœur.

Le plan à double vaisseau est rare en Île-de-France, surtout s'il concerne tout aussi bien la nef que le chœur, et ne résulte pas d'un agrandissement de l'église par adjonction d'un vaisseau supplémentaire. D'autres exemples de telles églises-halles sont Genainville et Fleurines. Contrairement à ces exemples, le clocher de Noisy est implanté à côté de ce double vaisseau. Il a donc existé préalablement et a dû être édifié à côté d'une église à vaisseau unique beaucoup plus ancienne, qui ne possédait primitivement pas de clocher bâti « en dur ». Lors de sa construction, que l'on situe au début du XIIIe siècle voire au XIIe siècle, l'on agrandit en même temps le chœur en lui joignant une chapelle au sud. Cette sobre chapelle se remarque par son appareil en pierre de taille très régulier. L'on peut imaginer qu'assez tôt, le clocher s'incline vers l'ouest, ce qui aurait motivé la construction de la chapelle des fonts baptismaux à côté, dont les deux demi-pignons tiennent lieu d'arcs-boutants pour l'étage intermédiaire du clocher. Cette chapelle tout aussi sobre se caractérise elle aussi par son bel appareil en pierre de taille, peu fréquent sur les petites églises rurales après le début du XIVe siècle. Plus tard, toujours au XIIIe siècle, l'on se met à remplacer la vieille église. Peu d'éléments visibles en élévation subsistent à ce jour de ce petit édifice gothique : ce sont l'arc formeret torique à l'ouest de la première travée du chœur, et le pilier central de la nef avec son chapiteau de crochets. Sous la guerre de Cent Ans, l'église Saint-Germain est endommagée et souffre du manque d'entretien. Ainsi, le chœur et la chapelle sont-ils presque entièrement reconstruits dans le gothique flamboyant entre la fin du XVe siècle et le milieu du XVIe siècle. Les cinq voûtes d'ogives sont refaites et les piliers sont retaillés dans le goût de l'époque. Au XVIIe siècle enfin, l'on élève un porche devant le portail. En 1668, le collatéral nord est restauré : cette date se lisait sous l'une des voûtes avant la restauration de l'église. Plus tard encore, le plafond de la nef est remanié dans le style néo-classique. Dans son ouvrage, René Cauchoix définit les différentes campagnes de construction de manière imprécise et déduit de la plus grande ancienneté des travées du sud que celles-ci constituaient primitivement le vaisseau central. Ceci est démenti par l'exigüité de la chapelle des fonts baptismaux, à peine plus grande que la base du clocher et recouverte dès l'origine par un toit en appentis, et par le fait que la chapelle du sud ne soit pas établie dans l'axe de la base du clocher.
Sous la Révolution française, l'ensemble des paroisses du département de Seine-et-Oise est regroupé dans le nouveau diocèse de Versailles. À l'issue du Premier Empire, l'église se trouve en très mauvais état et la commune envisage sa reconstruction. Ne disposant pas des moyens nécessaires, elle adresse une lettre au sous-préfet au mois de mars 1819, lui demandant d'appuyer ses demandes de subventions auprès des autorités supérieures. Le devis se monte à 5 925,40 francs. En 1862, le cimetière est déplacé vers son emplacement actuel sur les hauteurs du village et le terrain est ainsi libéré pour la construction d'une sacristie plus grande à l'est de la chapelle au sud du chœur. La sacristie forme corps avec la demi-travée qui prolonge la chapelle vers l'est et s'intercale entre cette chapelle et la sacristie. René Cauchoix signale une restauration de l'église en 1905. C'est peut-être à cette occasion que les piliers séparant la chapelle du vaisseau central sont renforcés et deviennent difformes. Au moment de l'entrée en vigueur de la loi de séparation des Églises et de l'État, Noisy dispose encore d'un curé, qui réside dans la grande maison de 1744 située rue Paul-Bert, près du chevet. Elle avait été acquise par la commune en 1839 pour servir de presbytère, et gratuitement mise à disposition des curés. Depuis la loi de séparation, le curé doit s'acquitter d'un loyer annuel. Après le départ du dernier curé, l'abbé Robillard, la mairie loue la demeure à un particulier, puis la met en vente en 1929. En 1958, le clocher peut être réparé grâce à la générosité de quelques paroissiens. Huit ans plus tard, Noisy-sur-Oise change une nouvelle fois de diocèse lors de l'érection du nouveau diocèse de Pontoise, qui fait suite à la réforme territoriale en Île-de-France, et la création du département du Val-d'Oise. L'église est inscrite au titre des monuments historiques par arrêté du 3 juillet 1969. Elle bénéficie d'une restauration intégrale en 1992-1993. Lors des travaux, des vestiges des anciennes peintures murales sont découvertes, mais l'on prend le parti de ne pas les reconstituer et de repeindre tout l'espace intérieur. L'église Saint-Germain est aujourd'hui affiliée au groupement paroissial de Viarmes, qui s'étend sur quatre communes, les deux autres étant Asnières-sur-Oise (avec le hameau de Baillon) et Saint-Martin-du-Tertre. Les messes dominicales sont célébrées en l'église Saint-Germain le premier dimanche du mois à 9 h, rythme de célébrations déjà signalé par René Cauchoix en 1994.

## Description

### Aperçu général

Plan de l'église.

Orientée un peu irrégulièrement, avec une déviation de l'axe vers le sud-est du côté du chevet, l'église répond à un plan dissymétrique. Elle se compose notamment d'un double vaisseau de quatre travées de longueur, dont les deux premières correspondent à la nef des fidèles, et les deux dernières au chœur liturgique. Le vaisseau établi dans l'axe du porche d'entrée est le vaisseau central. Le vaisseau du nord (à gauche en entrant) sert de collatéral. La nef carrée est simplement plafonnée ; le chœur également carré est voûté d'ogives. Au sud, plusieurs travées de différente nature sont accolées au vaisseau central. Elles sont en partie plus anciennes que le double vaisseau, et en partie contemporaines, mais ont connu des remaniements. Au sud de la première travée, l'on trouve la chapelle des fonts baptismaux, simplement plafonnée, accompagnée d'une tourelle d'escalier polygonale hors-œuvre. Au sud de la seconde travée, l'on trouve la base du clocher, simplement plafonnée elle aussi, et accompagnée d'un appentis au sud, qui servait anciennement de sacristie. Suit une chapelle d'une seule travée, qui va jusqu'au milieu de la dernière travée du vaisseau central. Cette chapelle est recouverte d'une voûte d'ogives. Pour aligner son chevet sur celui du vaisseau central, une demi-travée a été ajoutée à l'est, qui forme corps avec la sacristie, située plus à l'est. La structure des toitures est assez complexe du côté sud. Le double vaisseau est muni d'une large toiture à deux rampants, avec un pignon en façade, et un pignon au chevet. Le toit en appentis de la chapelle des fonts baptismaux prend appui contre le mur occidental de l'étage intermédiaire du clocher. Le petit local au sud du clocher est également pourvu d'un toit en appentis prenant appui contre le clocher, mais ne dissimule que la partie inférieure de son étage intermédiaire. La toiture du clocher en bâtière est curieusement perpendiculaire à l'axe de l'édifice. La chapelle au sud du chœur possède un toit en bâtière parallèle à l'axe de l'édifice. Enfin, la demi-travée prolongeant cette chapelle et la sacristie sont dotés d'un toit en pavillon.

### Intérieur

#### Double nef et chapelle des fonts baptismaux

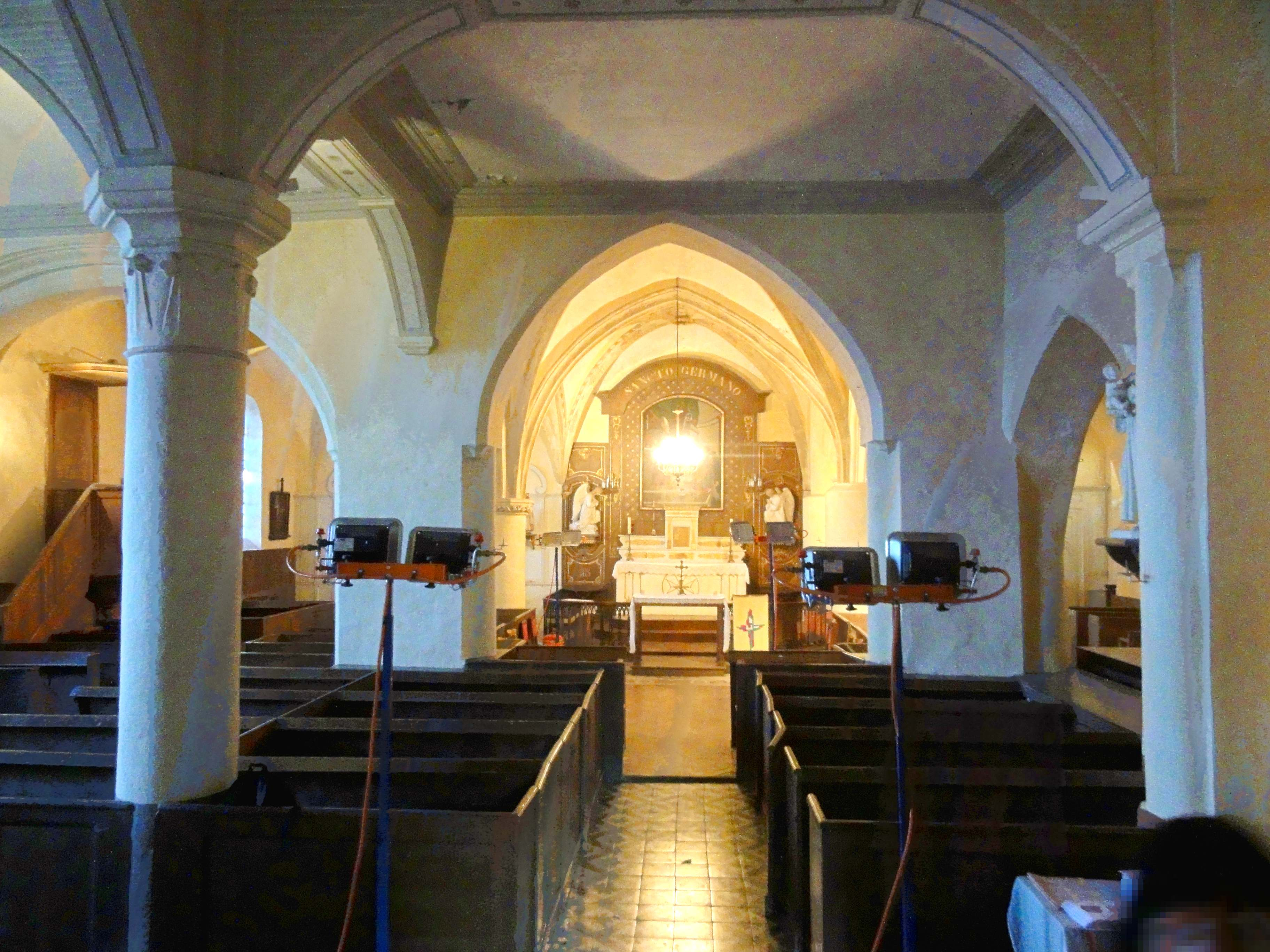
Nef, vue vers l'est.

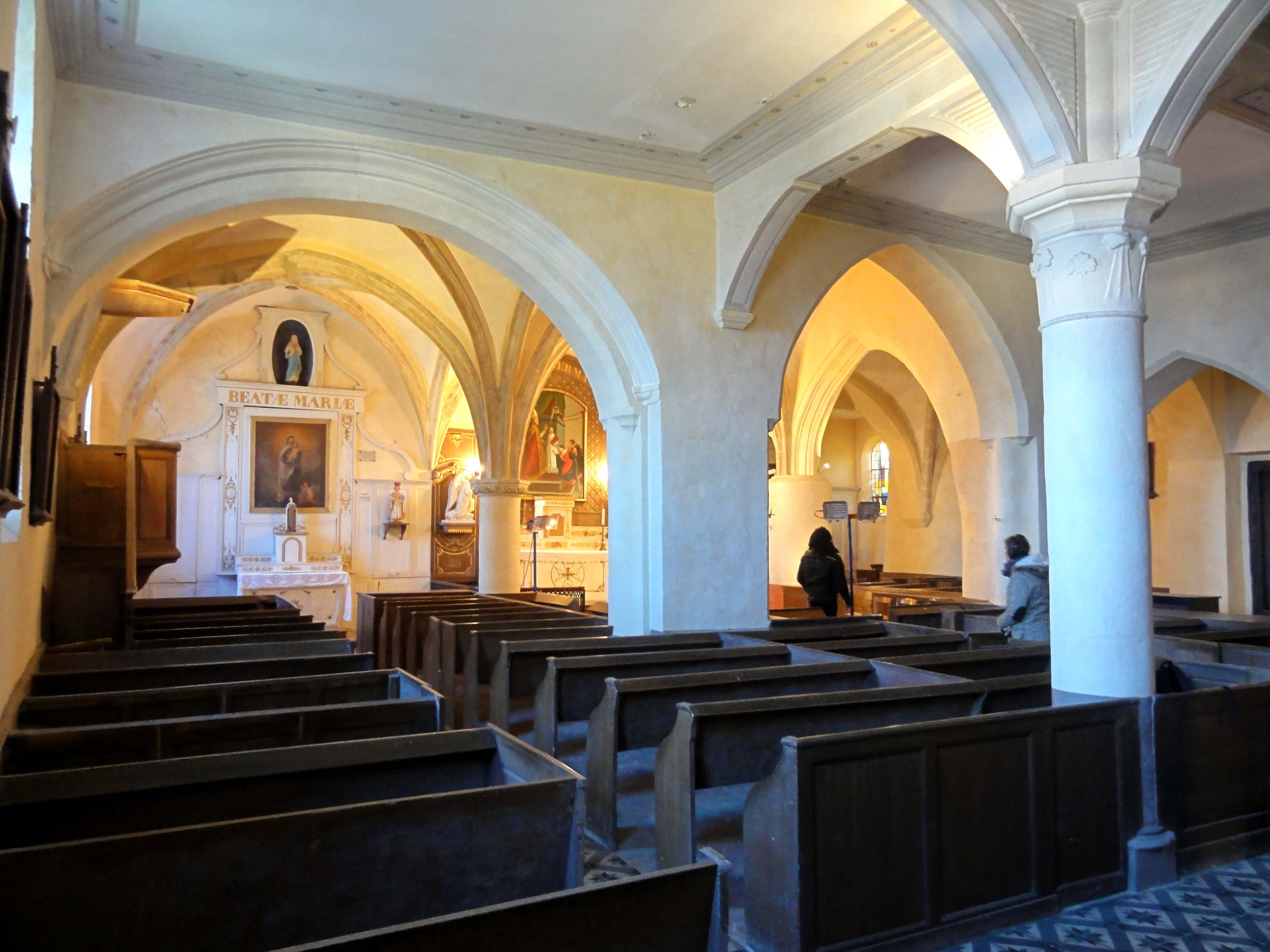
Collatéral, vue vers le sud-est.

La nef est une salle carrée de hauteur modeste, qui comporte des grandes arcades à l'est et au sud ; un mur aveugle à l'ouest ; et un mur percé de deux fenêtres au nord. Le plafond plat repose sur quatre consoles en quart-de-cercle au milieu des élévations latérales, et sur quatre autres consoles autour du pilier central. Ces consoles sont susceptibles de représenter les parties inférieures des arcs-doubleaux, dont les parties supérieures seraient dissimulées au-dessus du plafond, ou bien, de se substituer à d'anciens doubleaux. Elles sont décorées de caissons dans le goût de l'architecture néo-classique, et reliées aux consoles en face par des bandeaux décorés de même, tandis que les quatre segments du plafond ainsi délimités sont entourées de corniches aux multiples strates de modénature, également dans le goût néo-classique. L'existence ancienne d'arcs-doubleaux à part entière est démontrée à la fois par la colonnette centrale du XIIIe siècle, appareillée en tambour, et portant un chapiteau de crochets au tailloir octogonal ; et par le pilier cylindrique engagé au milieu des grandes arcades au sud, dont le tailloir a été retaillé, et dont le chapiteau a été privé de sa sculpture.
Les quatre grandes arcades sont différentes chacune. Les trois arcades concernant le vaisseau central sont en arc brisé ; l'autre est en cintre surbaissé. La première, au sud, celle qui ouvre sur la chapelle des fonts baptismaux, n'est pas moulurée, et a les angles chanfreinés. Elle retombe d'un côté sur un tailloir carré, et de l'autre côté sur un tailloir carré à angles abattus, qui repose sur un fût en profil de double doucine, qui évoque les piliers ondulés flamboyants, et a dû être retaillé à la période flamboyante. La différence de plan entre les tailloirs et les fûts est rattrapée par de petits culs-de-lampe simplement moulurés. Il est éloquent pour l'histoire de l'édifice que le massif de maçonnerie dans lequel est engagé le pilier méridional du doubleau intermédiaire de la nef soit placé devant le pilier ondulé à gauche de l'arcade. La nef et la chapelle baptismale ne sont donc pas issues d'une même campagne, et puisque le pilier de la nef cache le pilier à gauche de l'arcade, la nef actuelle devrait en toute logique être postérieure à la chapelle. C'est l'un des principaux indices pour la datation de la chapelle, en plus de son appareil en pierre de taille, et de la forme en plein cintre de ses deux fenêtres en plein cintre fortement ébrasées, une au sud et une à l'ouest, de dimensions différentes. Sinon, la chapelle est dénuée de caractère, et son plafond est plat. Elle communique avec la base du clocher par une arcade en tiers-point non moulurée, qui se fonde directement dans les murs.
La deuxième arcade du sud, qui ouvre sur la base du clocher, est semblable à celle qui fait communiquer le clocher avec la chapelle des fonts baptismaux : c'est une arcade en tiers-point, aux angles chanfreinés, sans supports. À sa droite, se situe une sorte de pilastre, qui devrait correspondre à un contrefort du clocher, apparemment arasé pour des raisons esthétiques. À gauche, le piédroit est situé derrière celui de l'arc triomphal, ce qui renvoie vers l'observation signalée ci-dessus. L'arc triomphal ouvrant sur le chœur depuis la nef évoque quant à lui la première grande arcade du sud, sauf qu'il est dépourvu de tailloirs. Cette ressemblance ne doit pas inciter à la conclusion que les deux arcades sont contemporaines : elles ont seulement été retaillées toutes les deux à la période flamboyante. L'arc triomphal appartient en fait à la campagne de construction du chœur gothique, duquel l'on ignore presque tout, sauf qu'il était voûté d'ogives : c'est au revers de ce doubleau que l'on trouve le dernier formeret (ou rouleau supérieur) torique dans toute l'église. Quant au doubleau à l'intersection du vaisseau du nord (ou de gauche), il reprend les caractéristiques de l'arc triomphal, sauf qu'il se fond directement dans le mur au nord. Il possède, en plus, d'un rouleau supérieur agrémenté de moulures prismatiques complexes. Ce deuxième rouleau n'existe pas au revers de ce même doubleau. Restent à évoquer les deux élévations sans arcades. Elles ne donnent lieu qu'à peu de remarques. Les deux fenêtres au nord sont en plein cintre, sans ébrasement, et assez grandes. Elles datent de l'époque moderne, sans pouvoir préciser davantage. Le mur occidental est le seul qui n'est pas enduit, et l'appareil en moellons irréguliers noyés dans un mortier est mis en évidence. La porte est surmontée d'un arc de décharge en plein cintre.

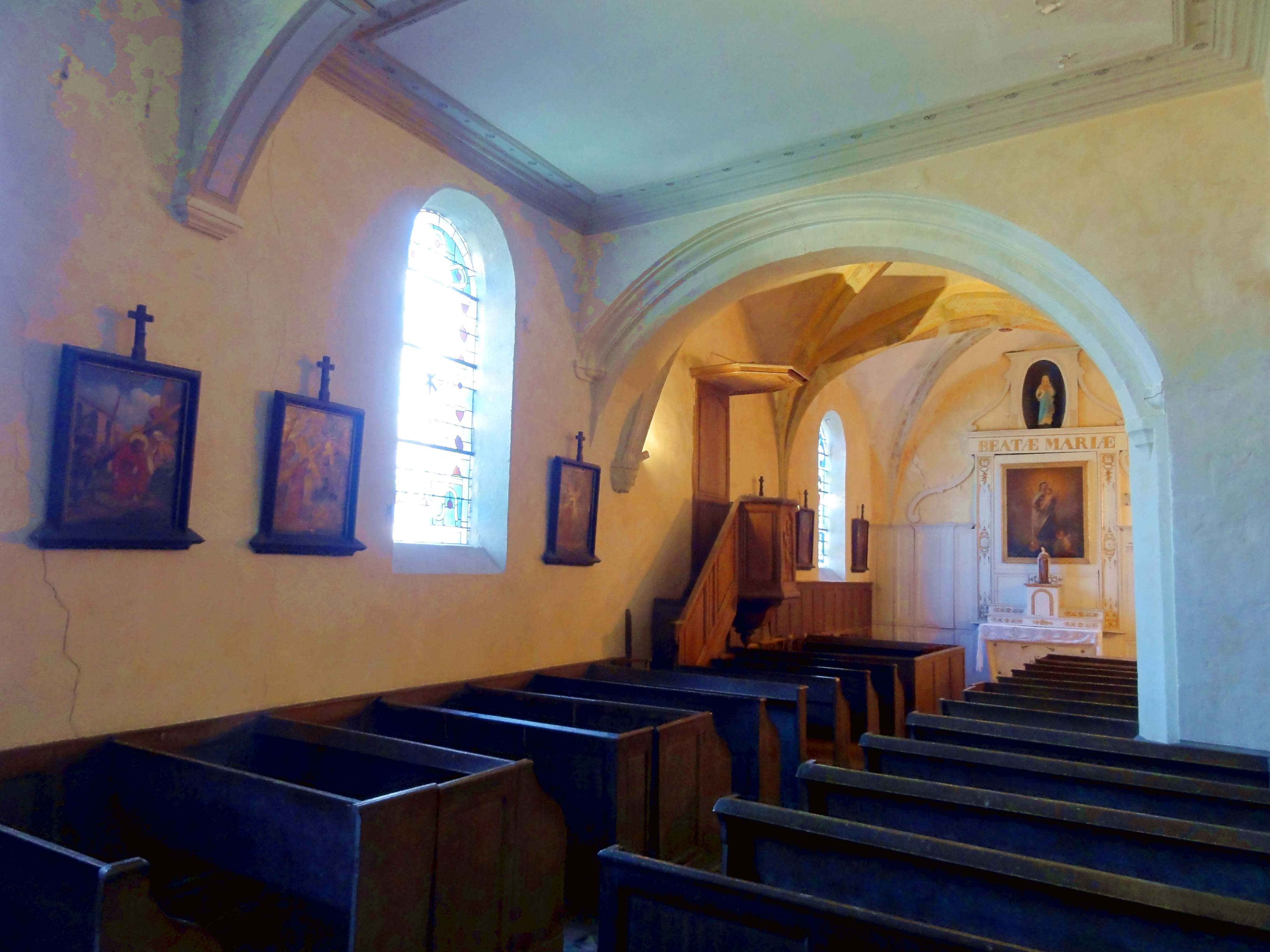
Nef nord, vue vers le nord-est.
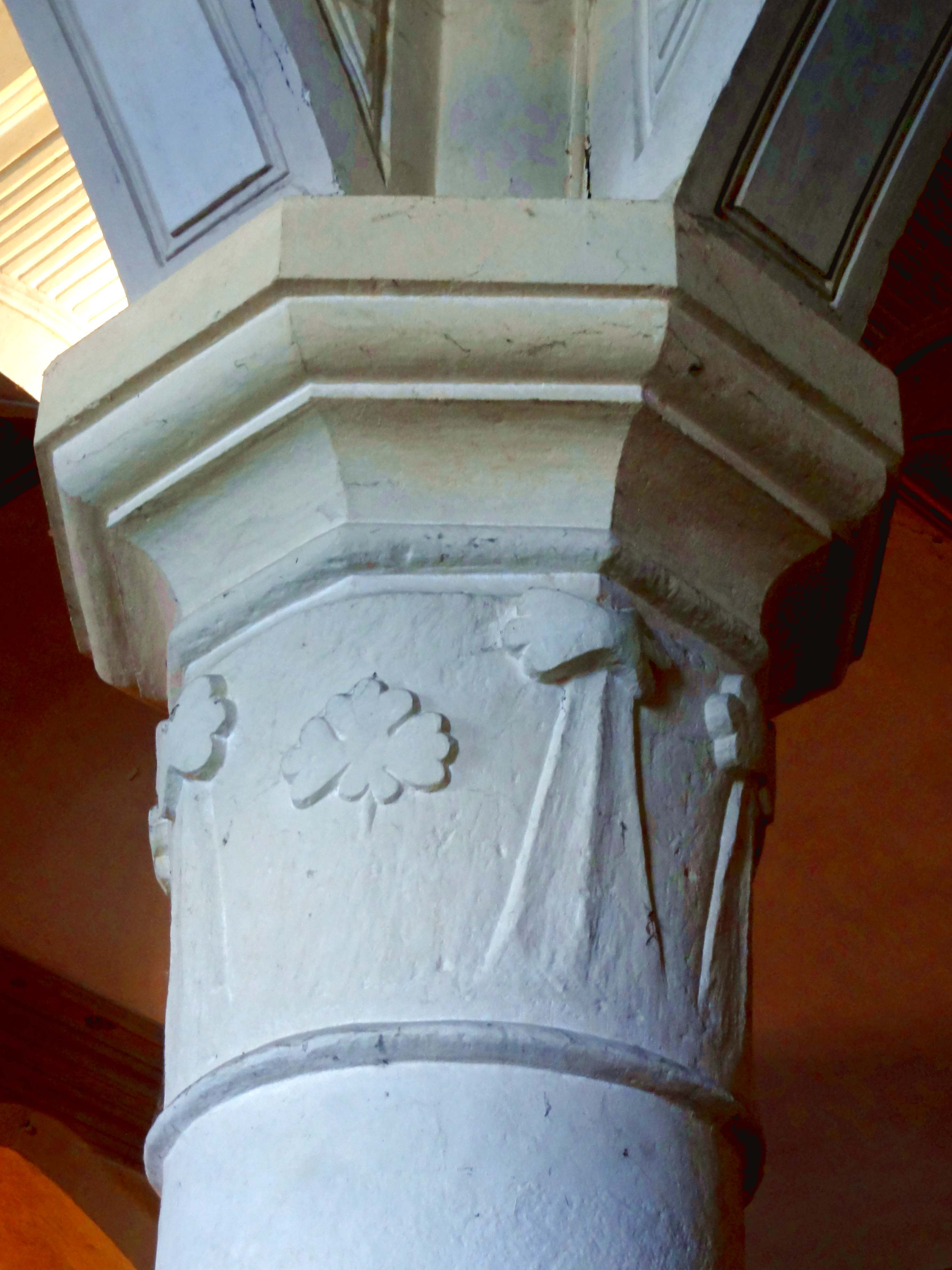
Chapiteau central du XIIIe siècle.
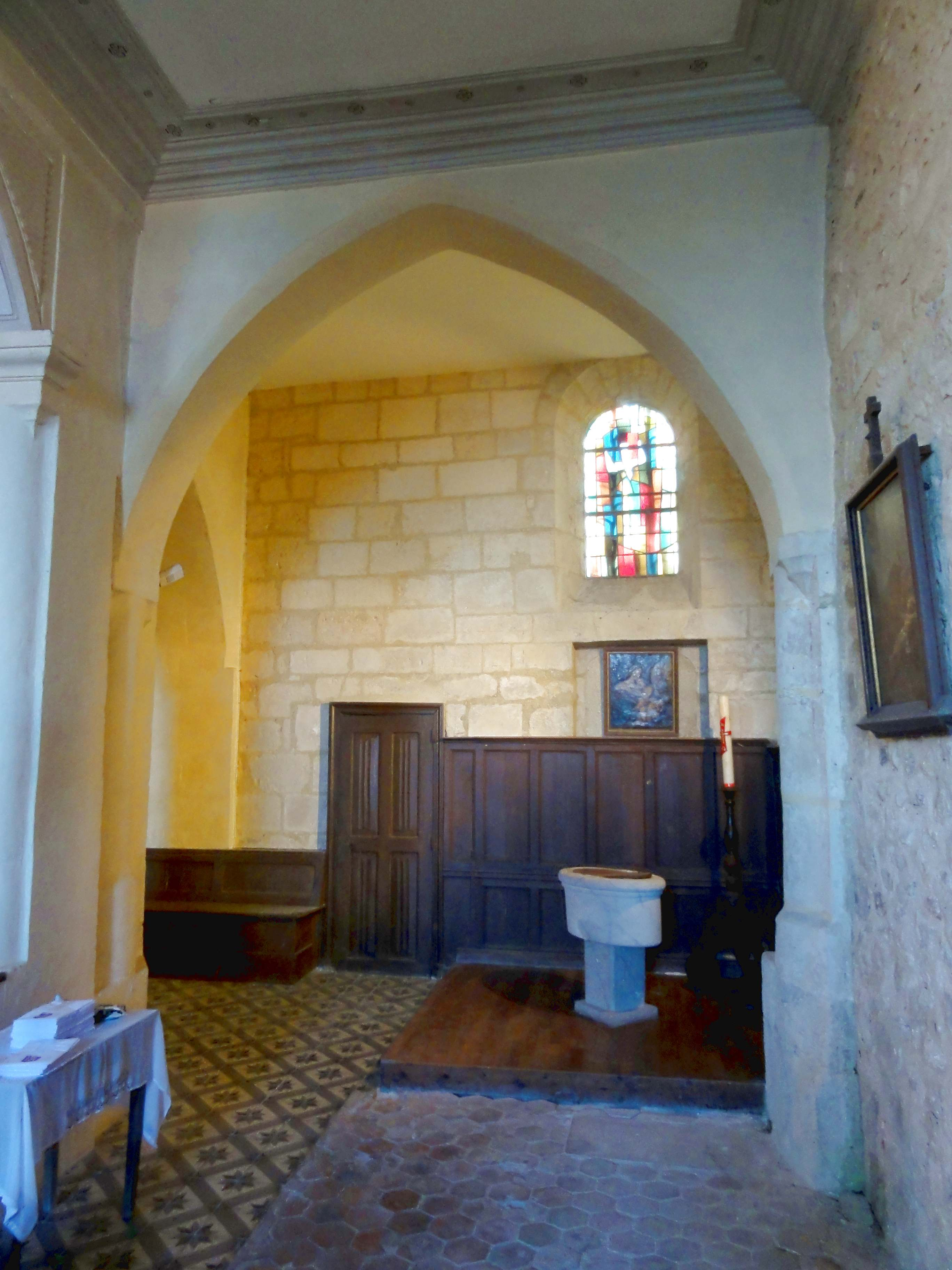
1re grande arcade du sud, vue dans la chapelle des fonts baptismaux.
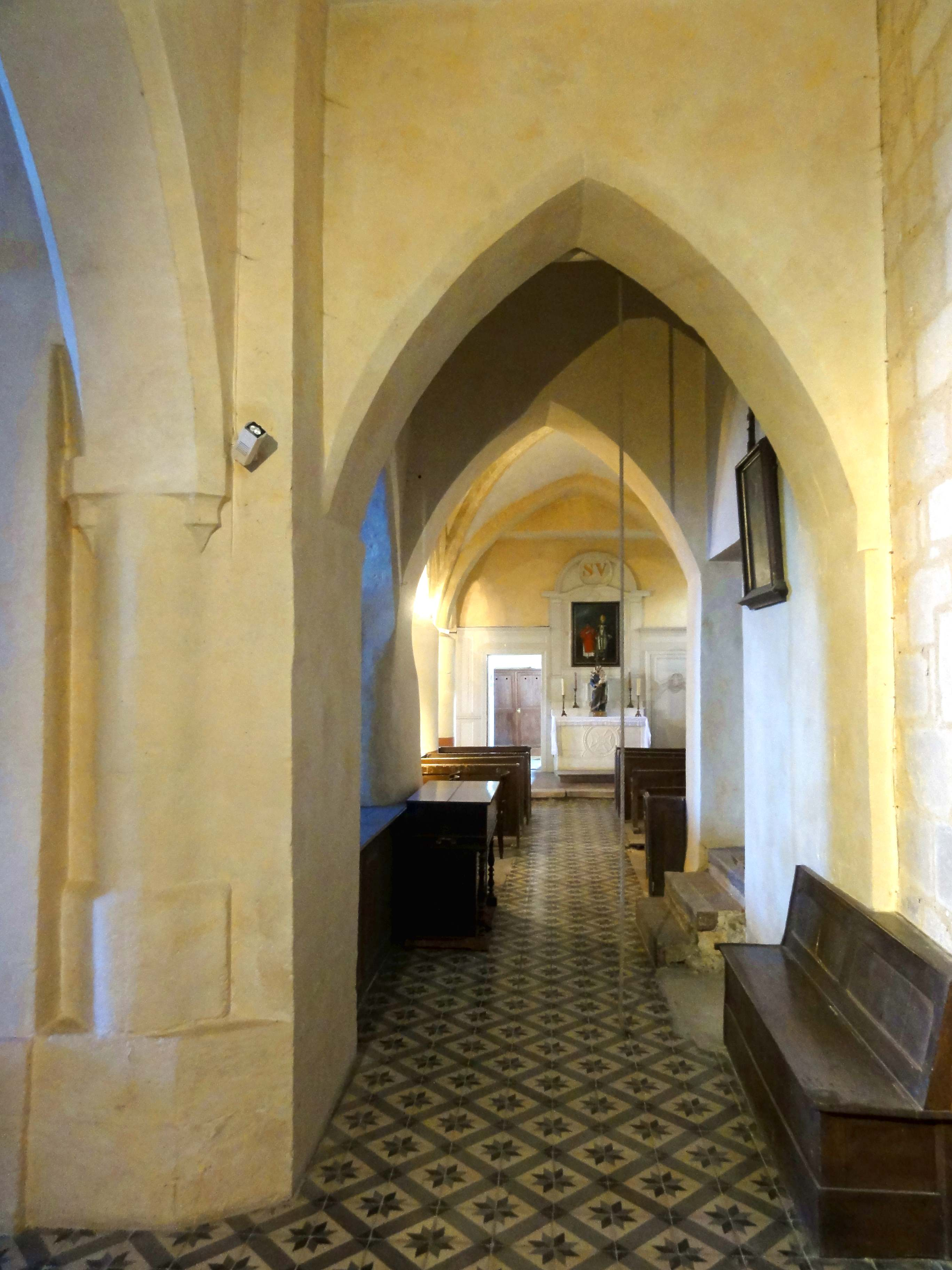
Chapelle baptismale, vue vers l'est dans la base du clocher.
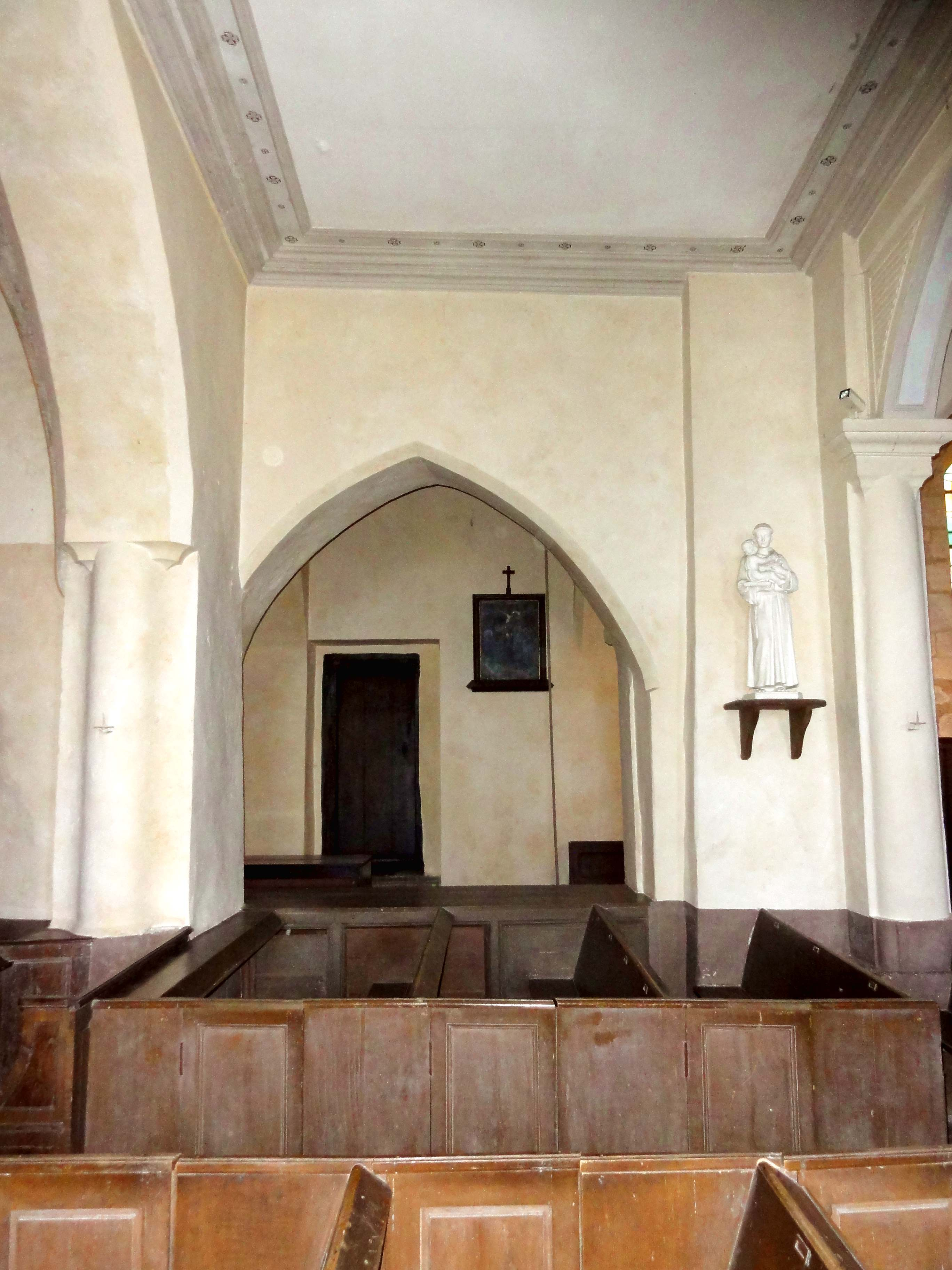
2e grande arcade du sud, vue dans la base du clocher.
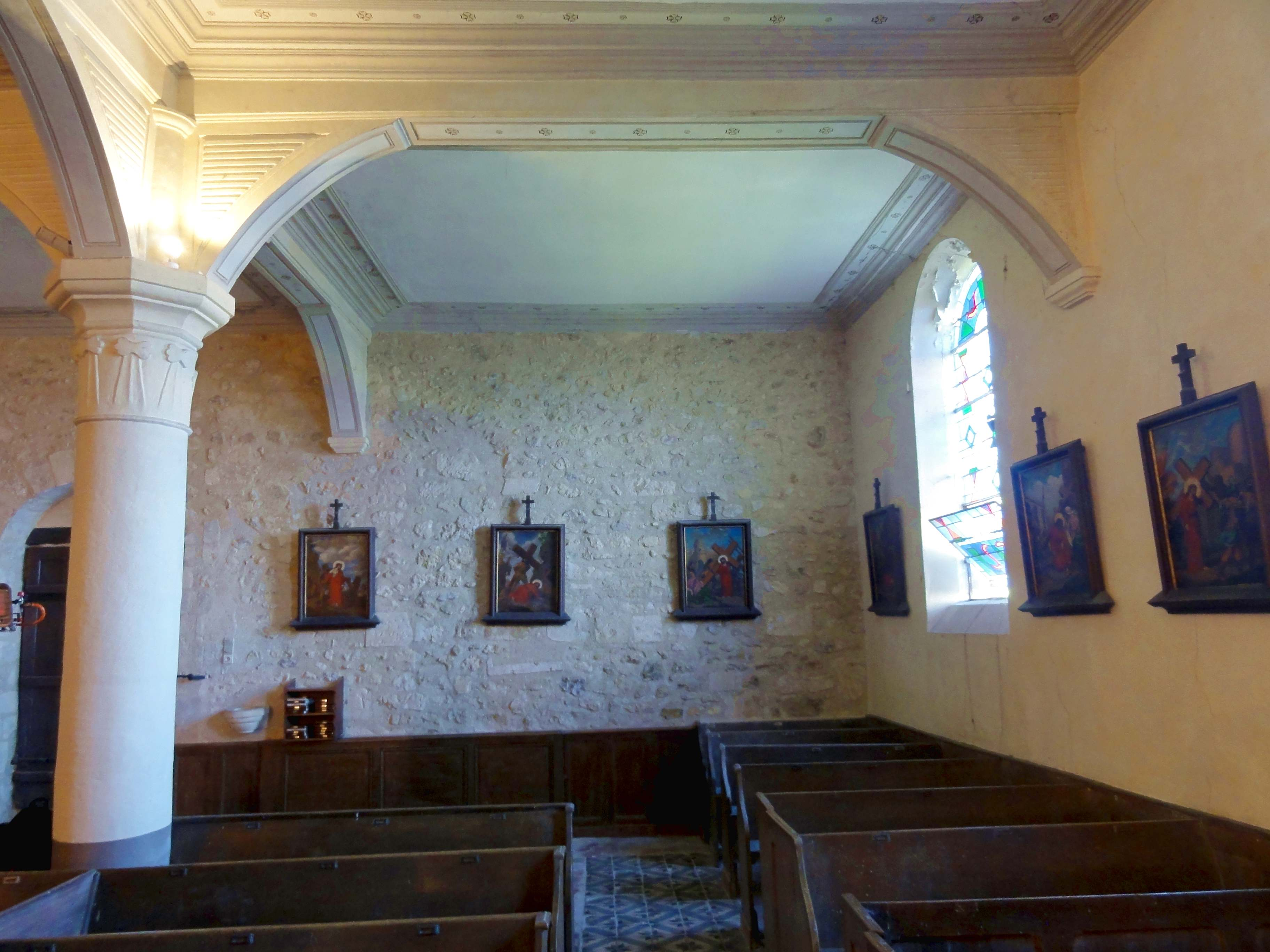
Nef nord, vue vers l'ouest sur le revers de la façade.

#### Chœur et collatéral

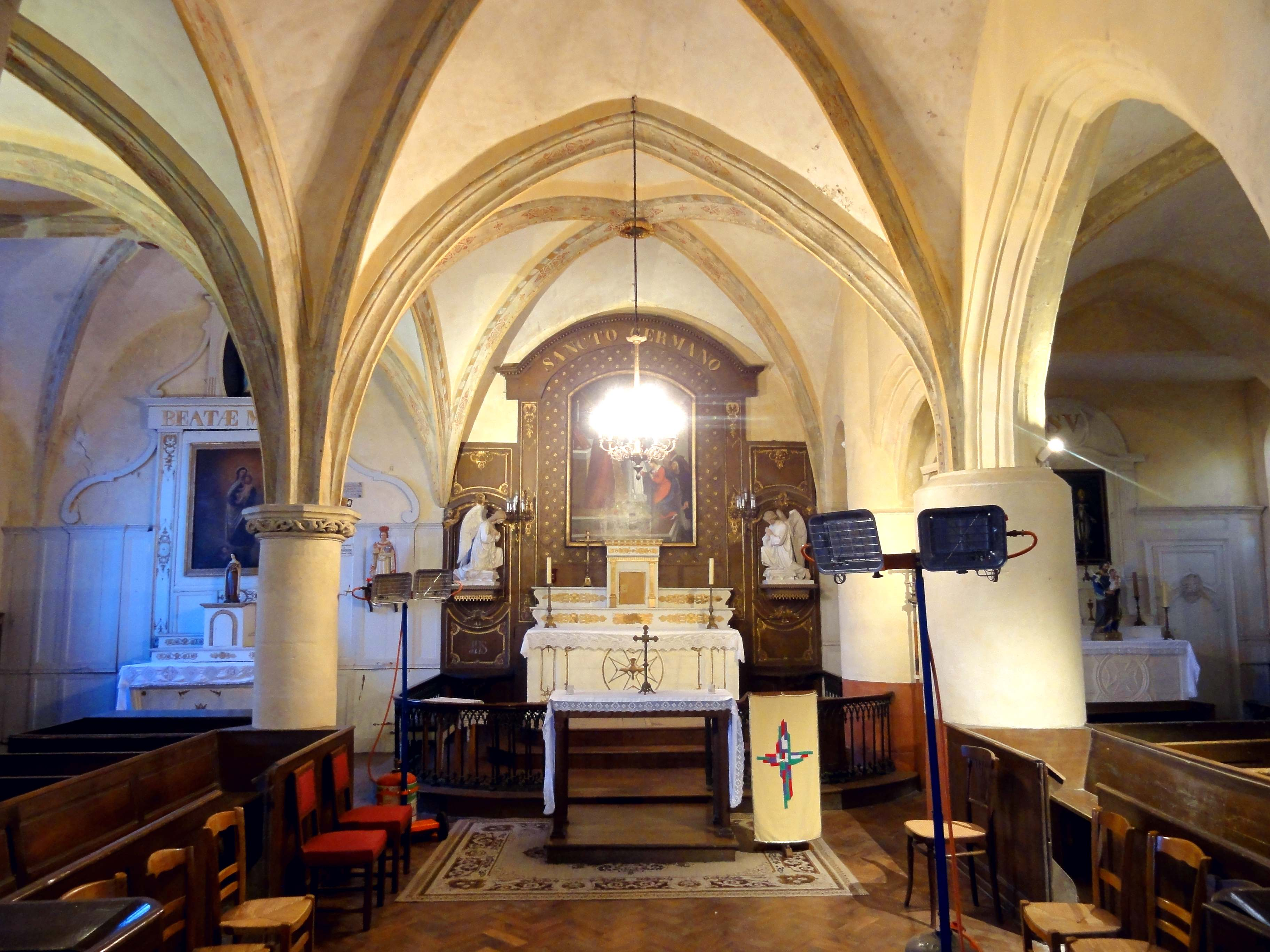
Chœur, vue vers l'est.

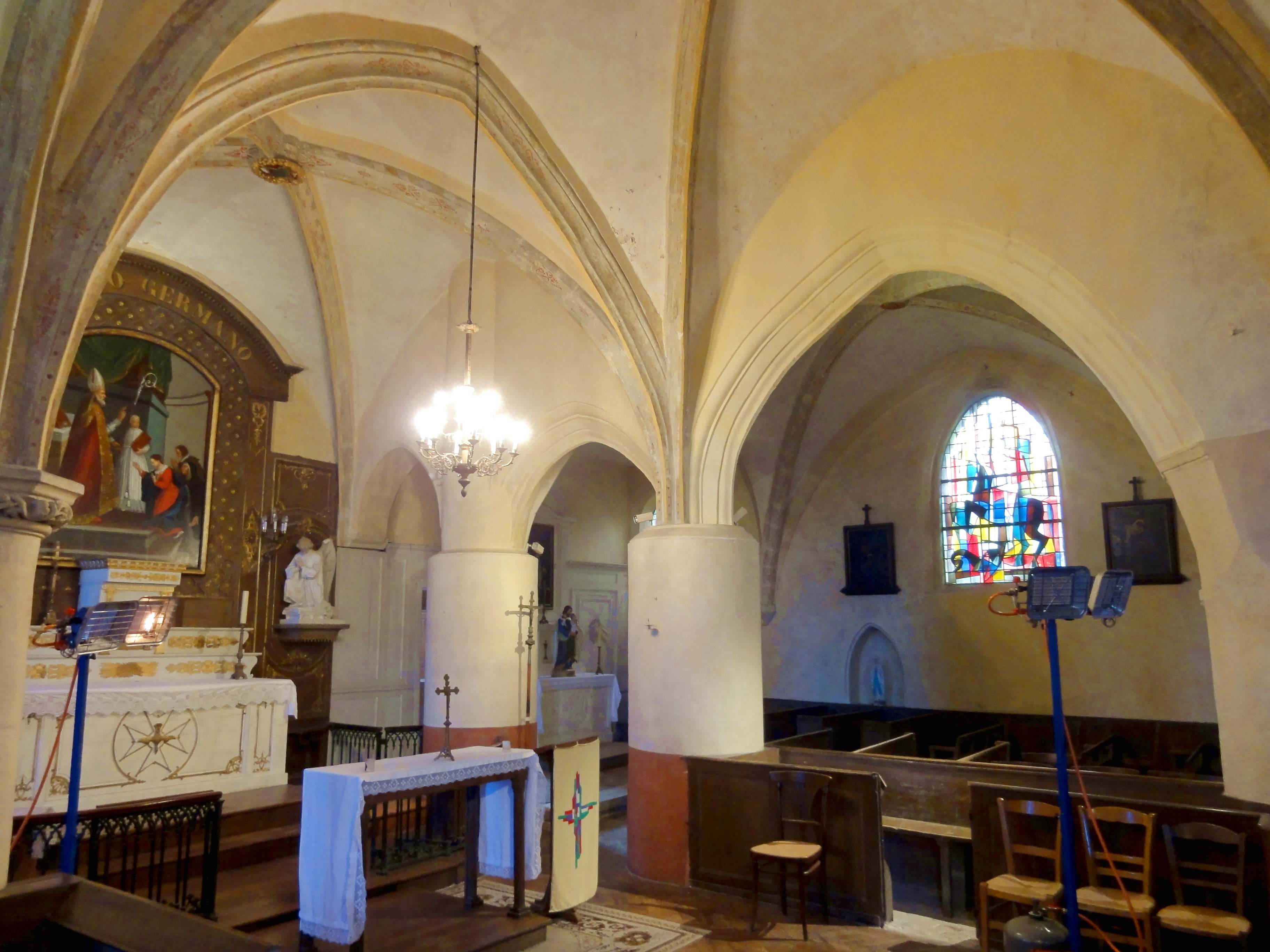
Chœur, vue vers le sud-est.

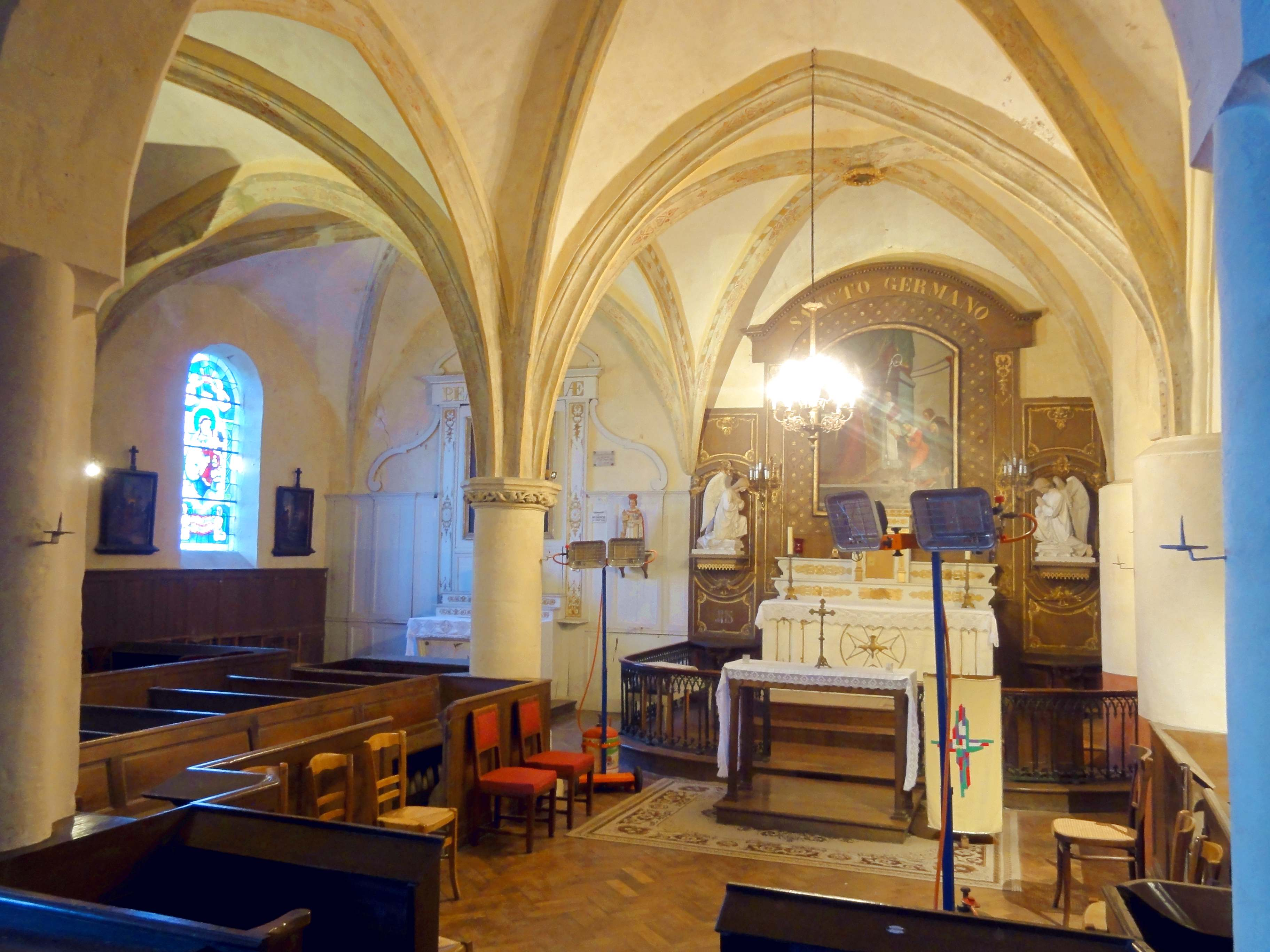
Chœur, vue vers le nord-est.

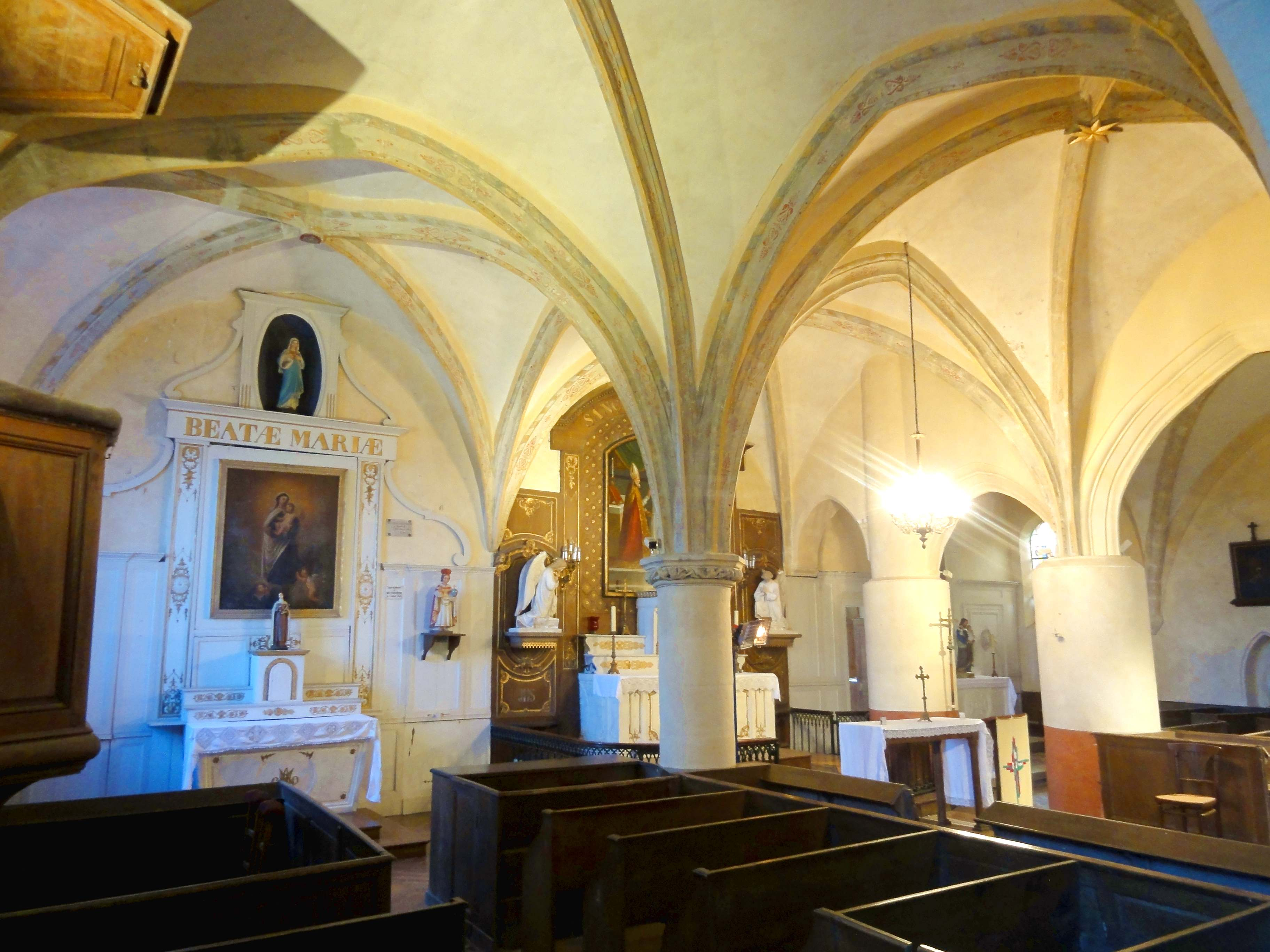
Collatéral, vue vers le sud-est.

Le chœur carré, à double vaisseau, adopte globalement le même plan que la nef, avec un pilier central au milieu ; des grandes arcades de deux côtés, à l'ouest et au sud ; un mur aveugle au chevet ; et un mur ajouré d'une unique fenêtre au nord. La hauteur est tout aussi modeste, et il n'y a qu'un unique niveau d'élévation. Par différence à la nef, les arcs-doubleaux sont encore entiers, et avant et surtout, les quatre travées sont voûtées d'ogives. Le vaisseau de droite, ou autrement dit le vaisseau central du chœur, abrite le sanctuaire avec le maître-autel. Le vaisseau de gauche, ou autrement le collatéral du chœur, abrite la chapelle de la Vierge Marie. Le style gothique flamboyant règne sur l'ensemble du chœur, même si la construction n'est pas aussi homogène qu'il ne paraît à la première vue. C'est la partie de l'église dont l'architecture est la plus soignée, et l'on relève plusieurs éléments sculptés (alors que dans la nef, le chapiteau central constitue l'unique élément sculpté). Les quatre grandes arcades ne correspondent pas aux arcs d'inscription des voûtes, qui sont plus élevées que l'arcade, et une courte portion de mur existe donc au-dessus de chaque arcade. À l'ouest, les deux grandes arcades vers la nef ont déjà été signalées dans le contexte de celle-ci, mais elles se présentent sous un jour tout à fait différent côté chœur. L'arcade en cintre surbaissé du collatéral, munie d'une double archivolte côté nef, n'est pas moulurée côté chœur, et a seulement les angles chanfreinés. L'arcade en tiers-point du vaisseau central se distingue par son tracé très régulier. Avec un rang de claveaux inférieur non mouluré, aux angles chanfreinés, et un rouleau supérieur mouluré d'un tore, elle affiche très clairement son appartenance à la première période gothique. Plus que du côté de la nef, il est évident que les piédroits d'allure flamboyante ont été retaillés, comme sur les grandes arcades au nord de la nef de l'église de Clermont, ou autour de la base du clocher de Cauvigny.
Au sud, il n'y a pas deux arcades, mais trois, dont les deux dernières concernent la deuxième (et dernière) travée du chœur. Cette irrégularité s'explique par l'antériorité de la chapelle latérale sud à l'ancien chœur gothique, qui prit son apparence actuelle lors de son revoûtement à la période flamboyante. La chapelle est de plan barlong dans le sens longitudinal, comme le sont souvent les travées des bas-côtés, et il n'était pas envisageable de concevoir le chœur sur la base de travées de cette forme et aussi grandes, ou de donner des dimensions différentes à chacune de ses travées, d'autant plus que le parti pris était sans doute dès le XIIIe siècle celui d'une église à double vaisseau composée de deux rangs de quatre travées carrées. L'on ne peut plus savoir comment la chapelle latérale sud, elle aussi déjà gothique, communiquait avec l'ancien chœur roman démoli quelques années après l'achèvement de la chapelle. Il n'est donc pas acquis que les deux premières grandes arcades ont été retaillées : elles ont peut-être été construites à part entière à la période flamboyante, ce qui n'aurait même pas nécessité une reprise en sous-œuvre, puisque toutes les voûtes ont de toute façon été reconstruites à la même époque. Toujours est-il que ces deux arcades sont les seules dans toute l'église dont le profil est purement flamboyant, mais plutôt flamboyant tardif, comme l'indique leur profil comportant en haut un quart-de-rond (puis un large biseau entre deux ressauts, et dans l'intrados, une arête saillante entre deux doucines). La troisième arcade du sud n'est pas moulurée. Elle ne devrait dater que de 1862, année de construction de la sacristie, à laquelle la partie arrière de la chapelle se rattache. Les piliers intermédiaires des arcades du sud sont cylindriques et extrêmement épais, et il est difficilement concevables que des piliers aussi difformes furent envisagés par l'architecte des grandes arcades, ou l'architecte de l'agrandissement de la chapelle. Par ailleurs, le deuxième pilier ne devait pas exister avant le percement de la troisième arcade, et se substitue à un angle de mur ou un pilier engagé. Il est donc probable que la forme actuelle des piliers résulte d'une restauration assez récente ; René Cauchoix en mentionne une en 1905.
Les voûtes, en arc brisé, sont plus aigües dans le vaisseau central que dans le collatéral. Elles sont toutes les quatre dépourvues de formerets. Les ogives et doubleaux accusent le même profil, conformément à l'usage à l'époque flamboyante. Elles se présentent sous la forme d'arêtes saillantes, comportant de face un filet entre deux fines moulures concaves, et latéralement, un large cavet plus profond, délimité du voûtain par un tore (en lieu et place de l'habituel filet saillant). Les deux clés de voûte du vaisseau central sont pourvues d'un décor sculpté, en l'occurrence une étoile à huit branches dans la première travée, et un cuir découpé entouré d'une guirlande dans la deuxième travée. Les deux clés du collatéral arborent des écussons peints. Au centre, les huit nervures retombent sur le tailloir octogonal du pilier central, profilé d'une plate-bande et d'une doucine. Immédiatement sous le tailloir, le pilier porte une frise de feuillages et de pampres, qui n'est pas d'un très bon niveau. Au milieu de l'élévation ouest, les ogives et doubleaux sont reçus sur un cul-de-lampe, dont la sculpture est abîmée. Au milieu de l'élévation nord, le cul-de-lampe est bien conservé, et n'a rien de flamboyant. Son tailloir en hémicycle n'est pas mouluré. Sa corbeille est sculptée de feuilles simples appliquées. Un autre cul-de-lampe décoré existe dans l'angle nord-ouest du collatéral. Il se présente sous la forme d'une tête sculptée de facture réaliste. Ailleurs, les nervures se fondent simplement dans les murs, ou retombent sur les deux piliers difformes au sud. Quant aux élévations nord et est, elles n'appellent que peu de remarques, sauf que trois sur les anciennement quatre fenêtres sont bouchées, et que l'éclairage par la lumière naturelle est tout à fait insuffisant. Les contours des fenêtres bouchées sont encore visibles à l'extérieur. Au nord, la première fenêtre n'était qu'un oculus. Ici, le prétexte pour sa suppression fut l'installation de la chaire à prêcher. Au chevet, ce sont le retable du maître-autel et le retable de la Vierge qui occultent les fenêtres.

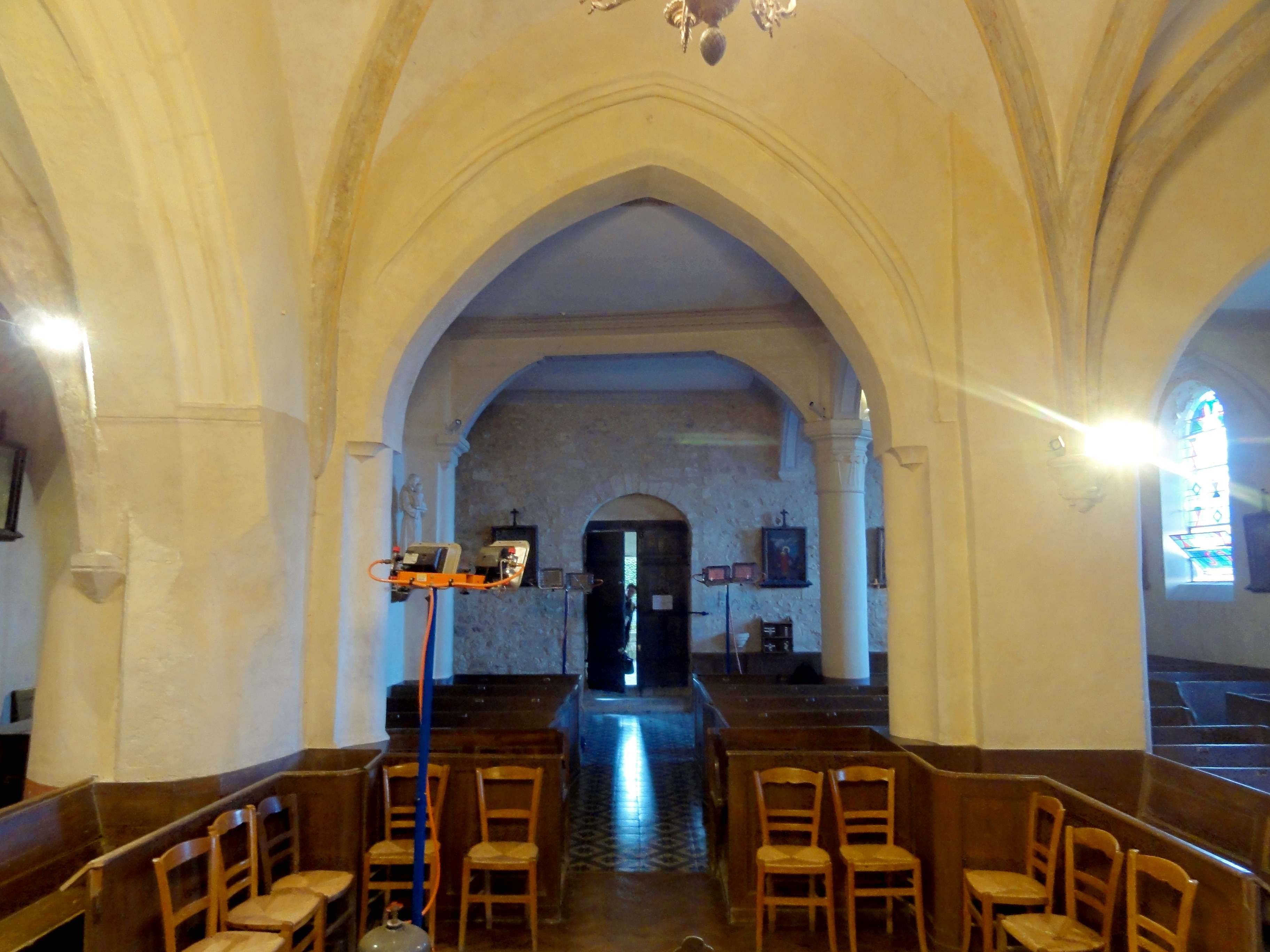
Chœur, 1re travée, vue vers l'ouest.
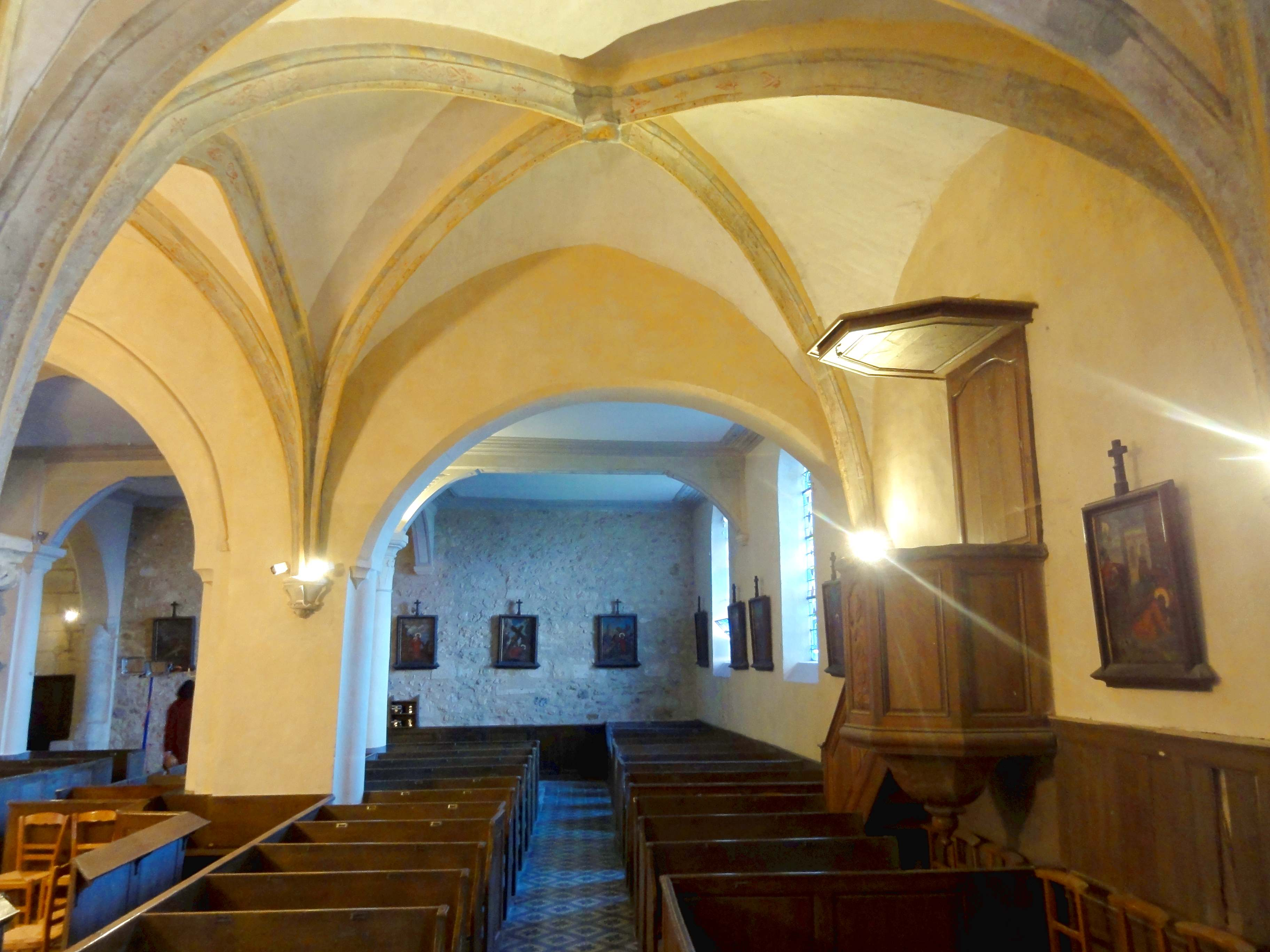
Collatéral nord, vue vers l'ouest.
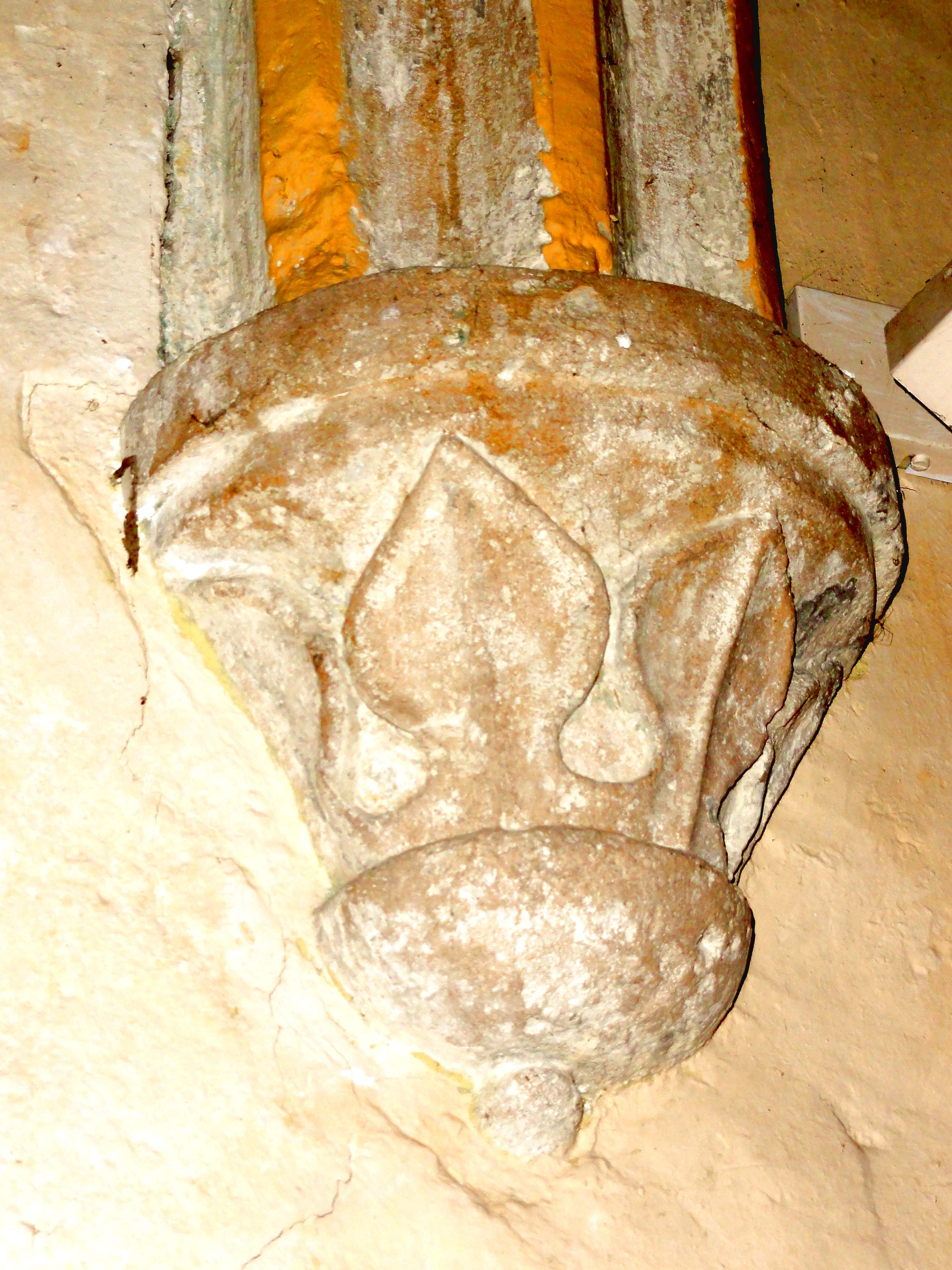
Collatéral, cul-de-lampe au nord.
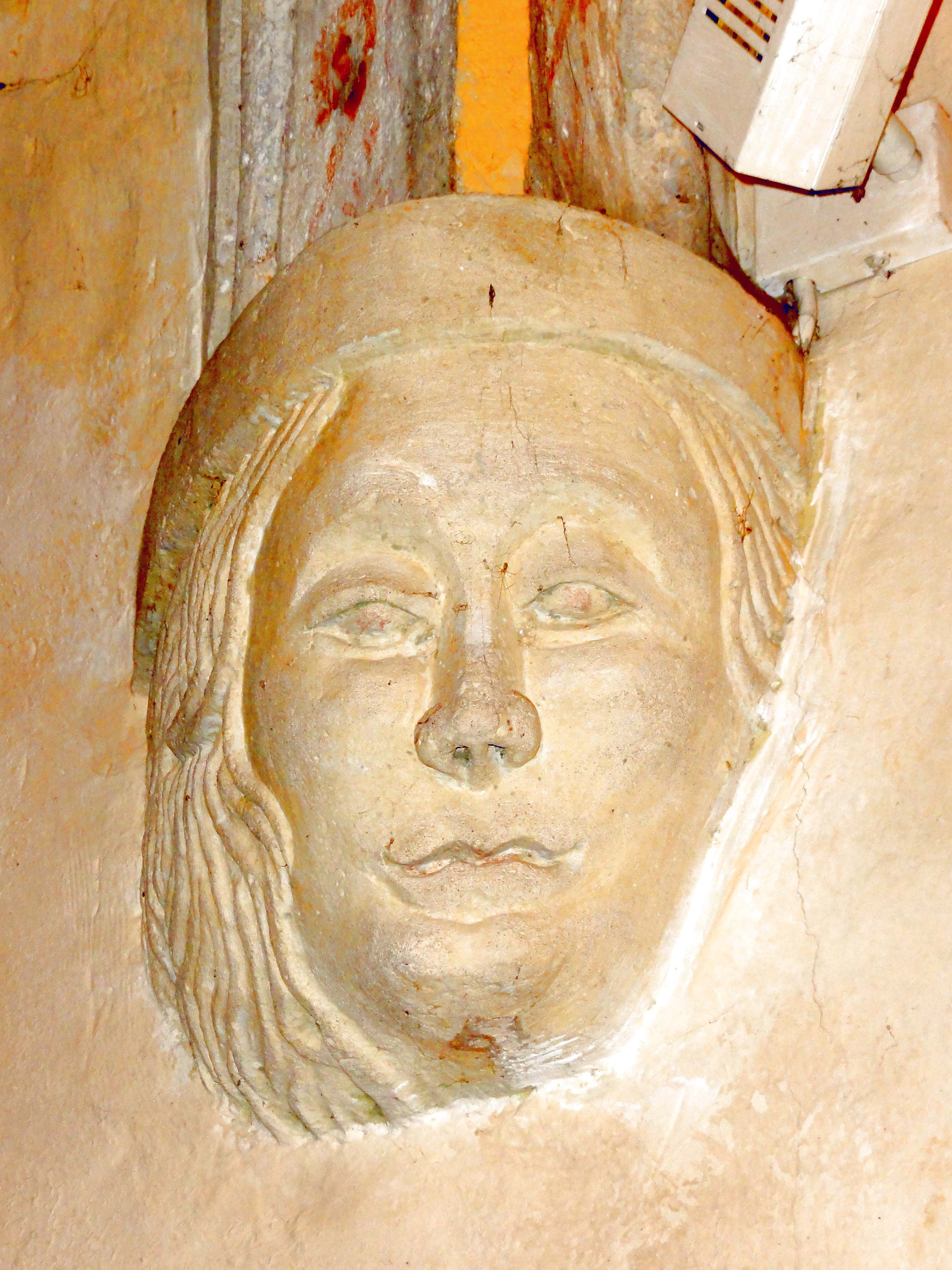
Collatéral nord, cul-de-lampe au nord-ouest.
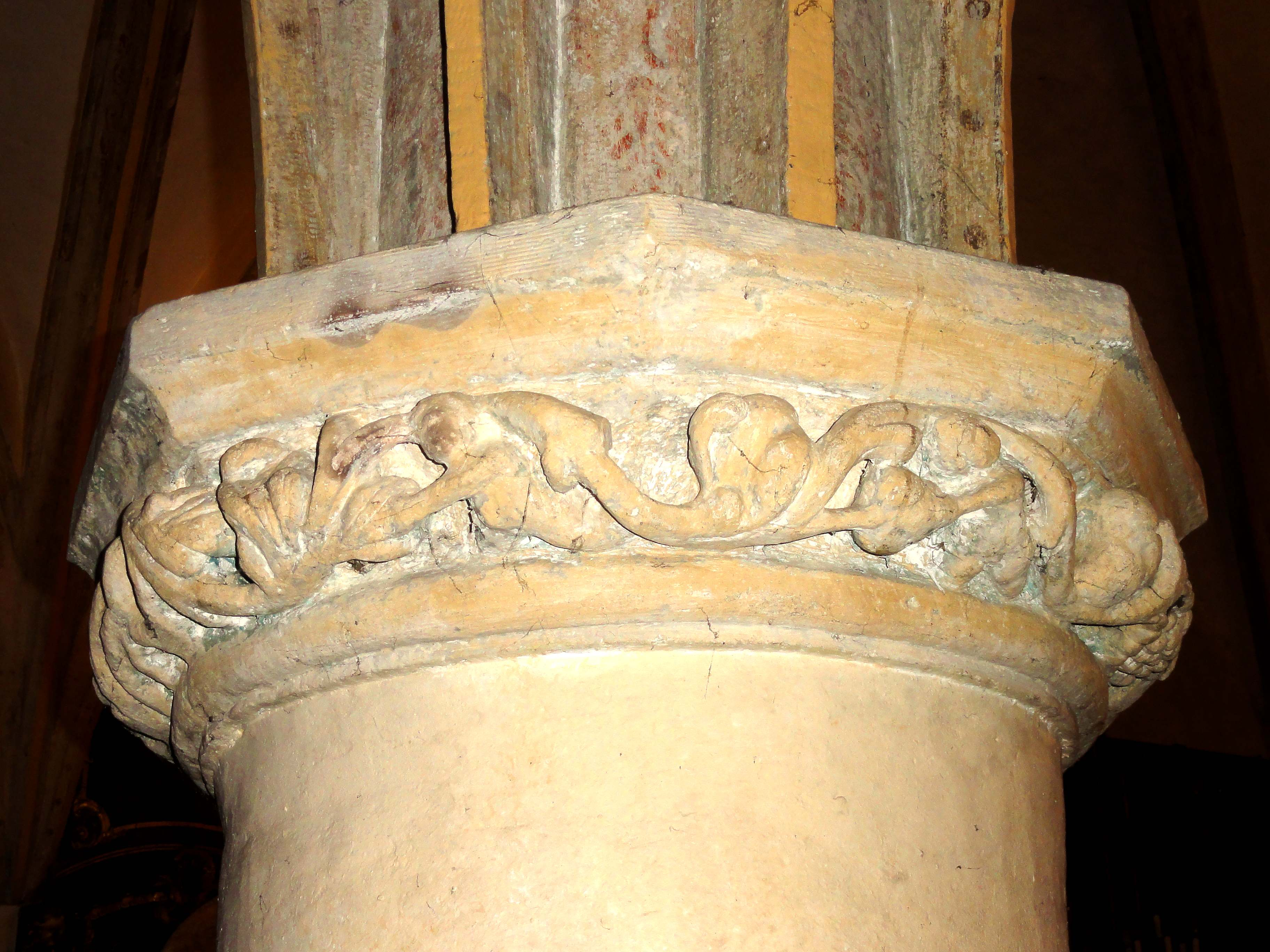
Chapiteau central.
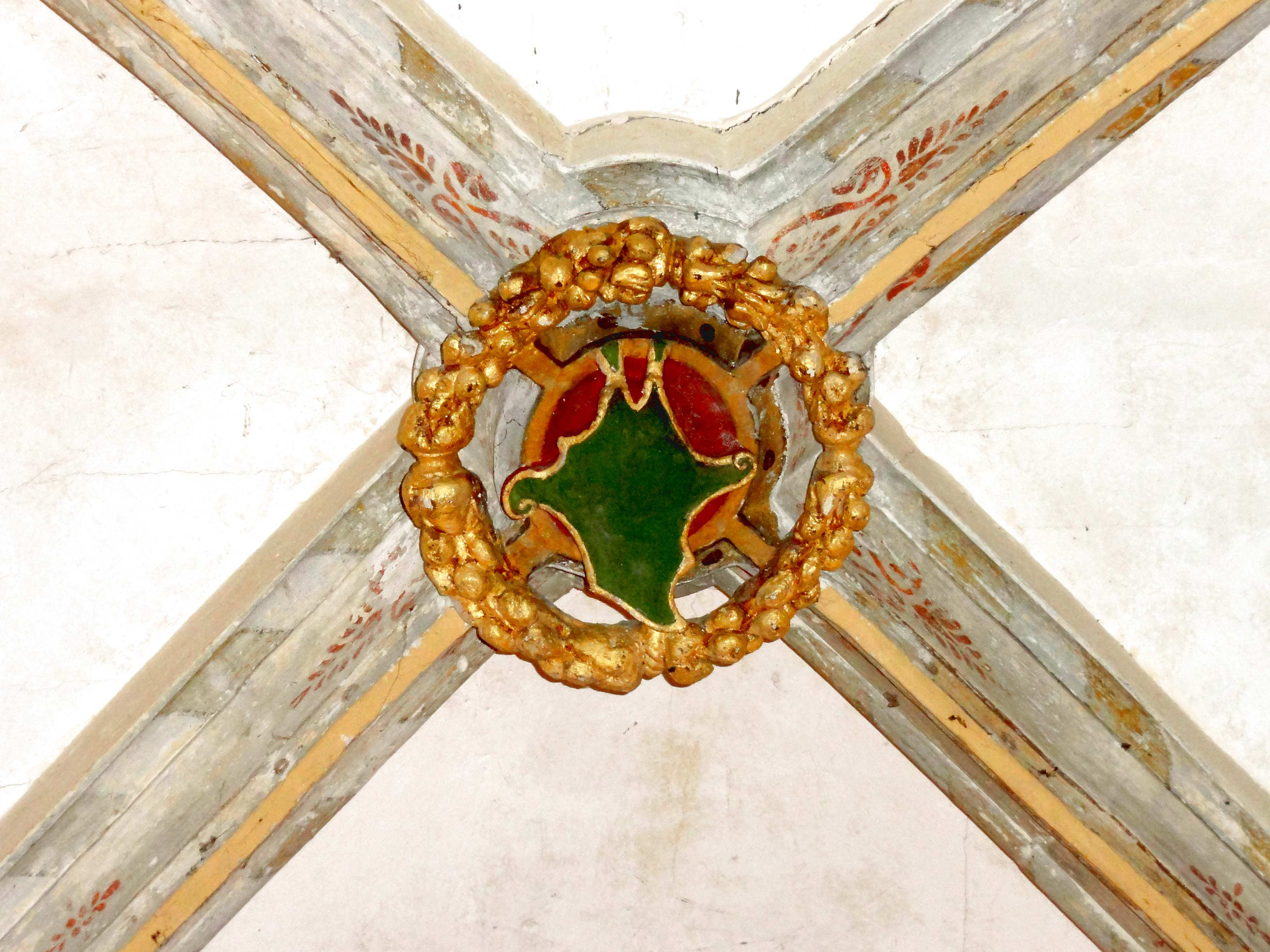
Chœur, clé de voûte de la 2e travée.

#### Base du clocher et chapelle sud

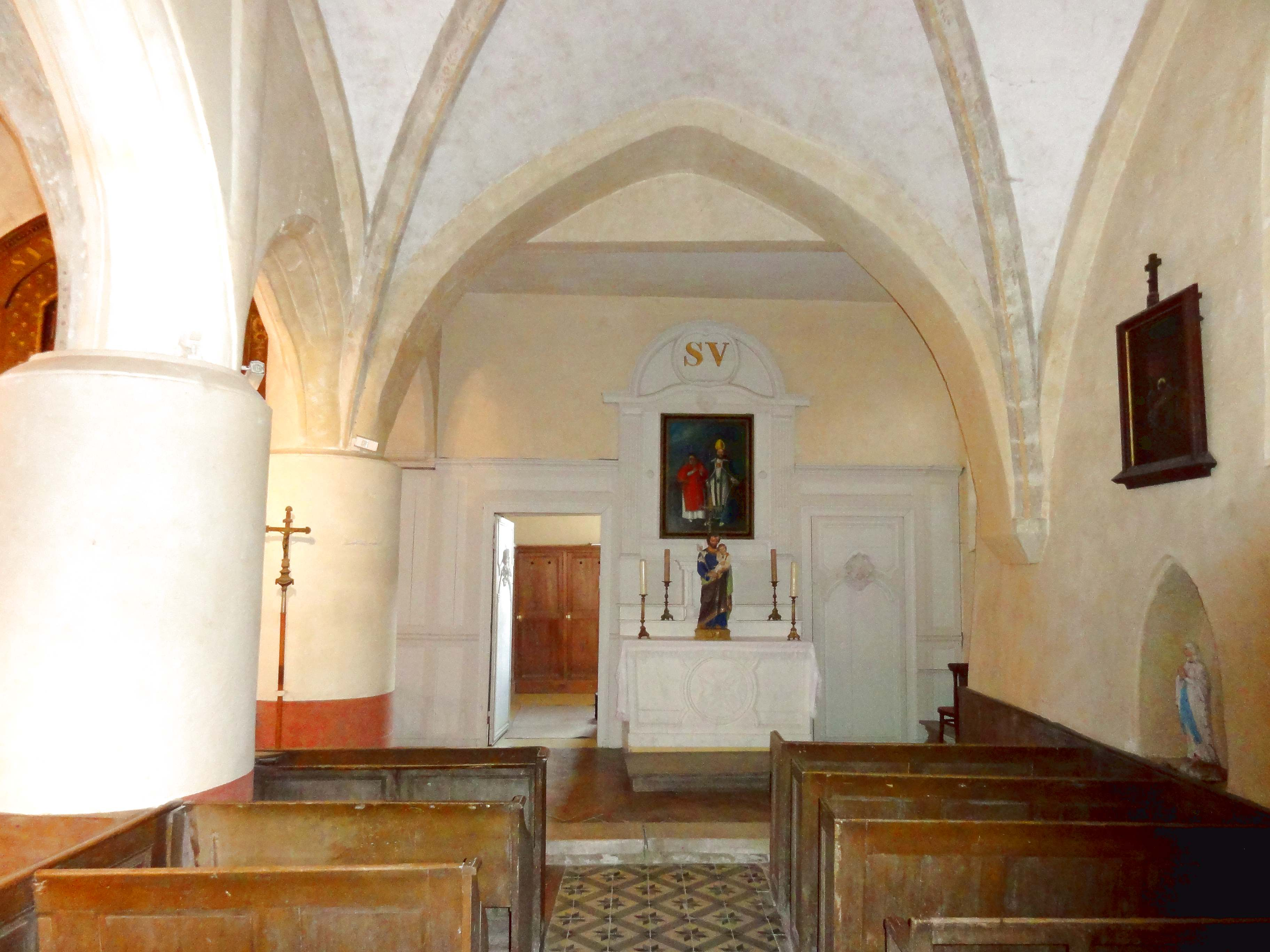
Chapelle sud, vue vers l'est.

La base du clocher et la chapelle latérale sud du chœur, dédiée à saint Joseph et à saint Vincent (initiales S.V. en haut du retable), représentent les parties les plus anciennes de l'église, et remontent au début du XIIIe siècle, voire au dernier quart du XIIe siècle, mais leur ancienneté se conclut pour l'essentiel de leur rapport avec le vaisseau central, et l'appareil en pierre de taille de la chapelle exclut a priori une datation de la reconstruction après la guerre de Cent Ans, sachant que la reconstruction du vaisseau central à cette même époque s'est fait avec des matériaux bon marché, des moellons irréguliers noyés dans un mortier, comme pour n'importe quel corps de ferme. D'autre part, le recours à des arcs en tiers-point aigus pour les trois arcades de la base du clocher et la fenêtre méridionale de la chapelle s'opposent à une datation de la période romane, ou des premières années de la période gothique. C'est en vain que l'on cherchera des éléments d'architecture de l'époque de construction dignes d'intérêt, car les deux travées ont été largement transformées. La base du clocher est de plan rectangulaire. Délimitée par trois arcades en tiers-point à l'ouest, au nord et à l'est, elle ne possède aucune fenêtre, mais seulement un mur plein comportant la porte de l'ancienne sacristie, et le plafond est plat. La chapelle Saint-Joseph n'a pas beaucoup plus de caractère. Son unique voûte descend très bas, et est délimitée à l'ouest et à l'est par de larges doubleaux non moulurés, ce qui est étonnant puisque la chapelle ne se poursuivait pas par des travées semblables, ni à l'ouest, ni à l'est. Dans trois angles, à l'ouest et au sud-est, les ogives sont reçues sur des culs-de-lampe frustes. Dans l'angle nord-est, l'ogive retombe sur le pilier difforme des grandes arcades, qui a déjà été signalé, tout comme les arcades vers le vaisseau central. Le profil des ogives est plus simple, et fait l'économie des deux tores qui les encadrent dans les quatre travées du chœur. La clé de voûte, elle aussi très simple, est un disque sculpté de quatre maigres feuilles de vigne. Au fond de la chapelle, la demi-travée ajoutée en 1862 est munie d'un plafond plat moins élevé que la voûte de la chapelle, et éclairée par une fenêtre au sud, ce qui porte le nombre total de fenêtres de l'église à sept. De part et d'autre du retable, deux portes desservent la sacristie.

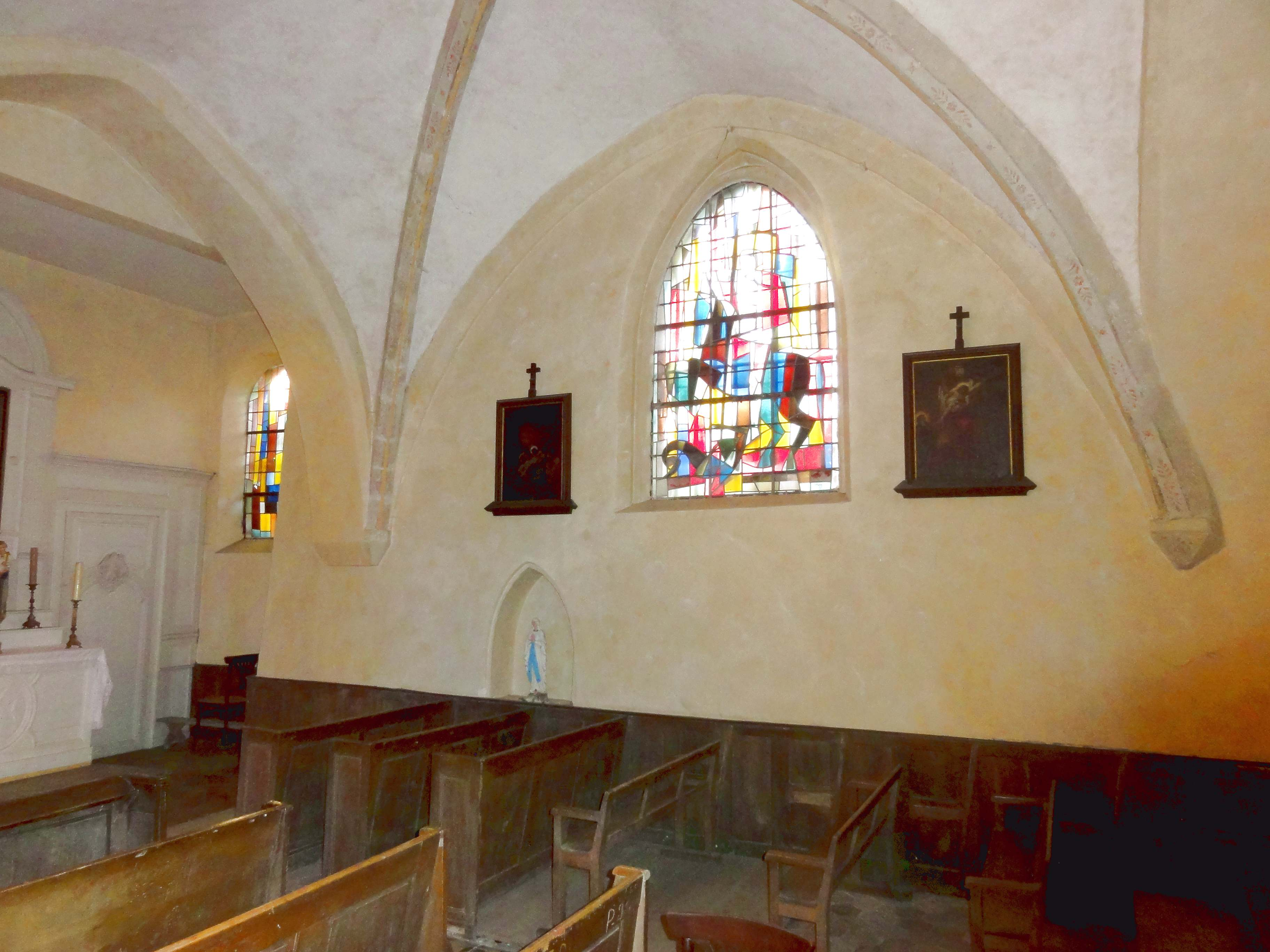
Chapelle sud, vue vers le sud-est.
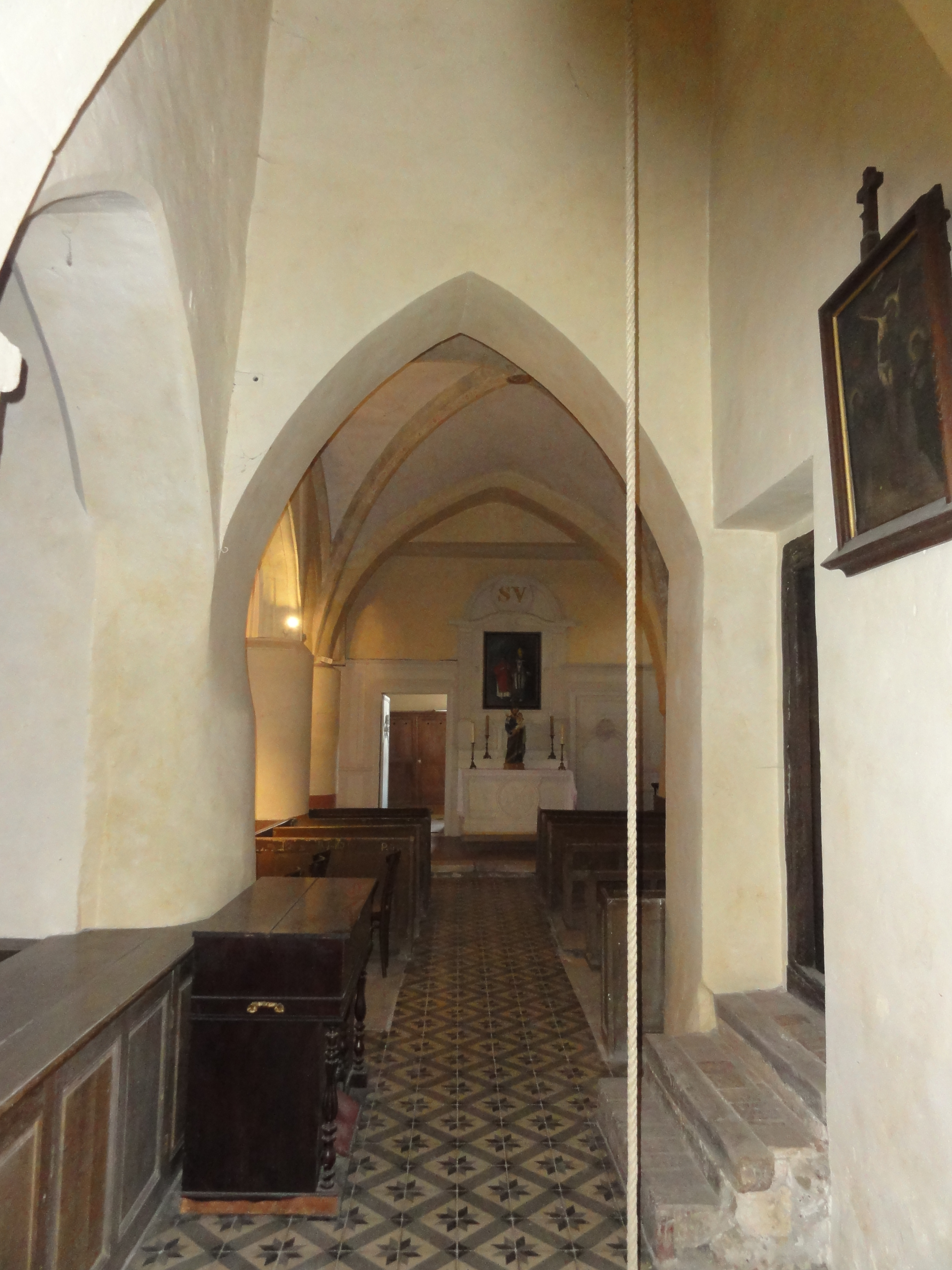
Base du clocher, vue vers l'est.
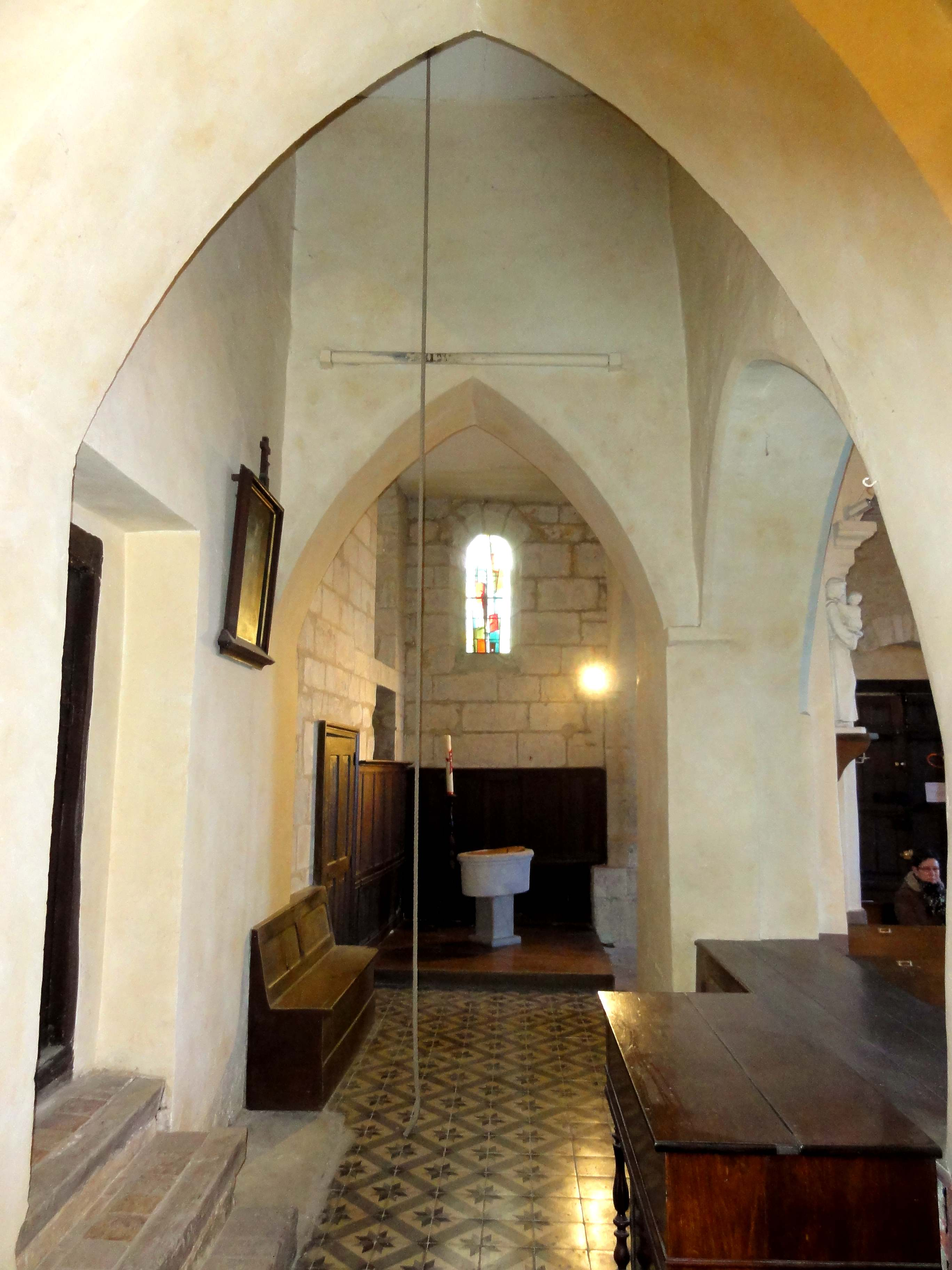
Base du clocher, vue vers l'ouest.
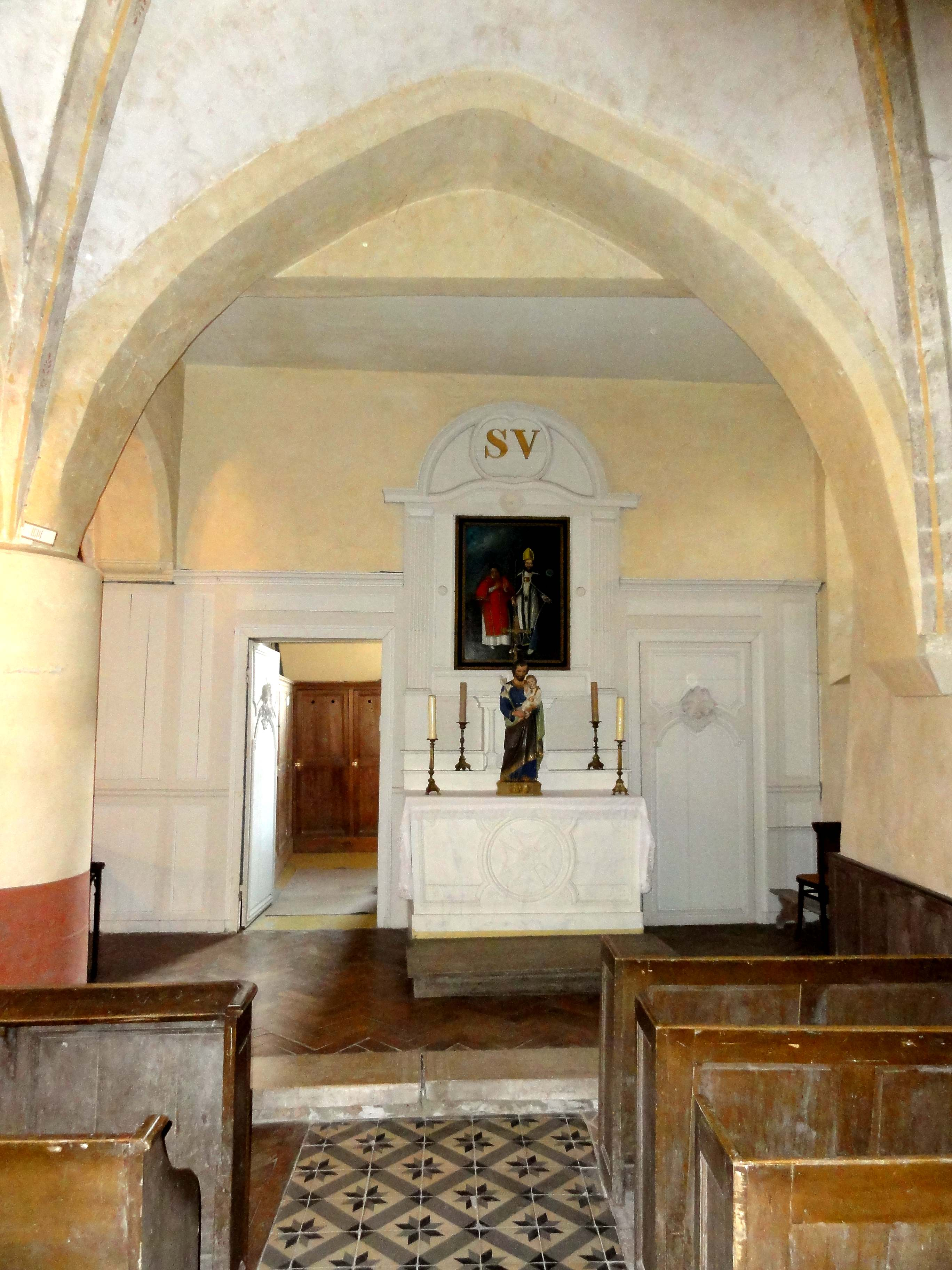
Chapelle sud, vue vers l'est.
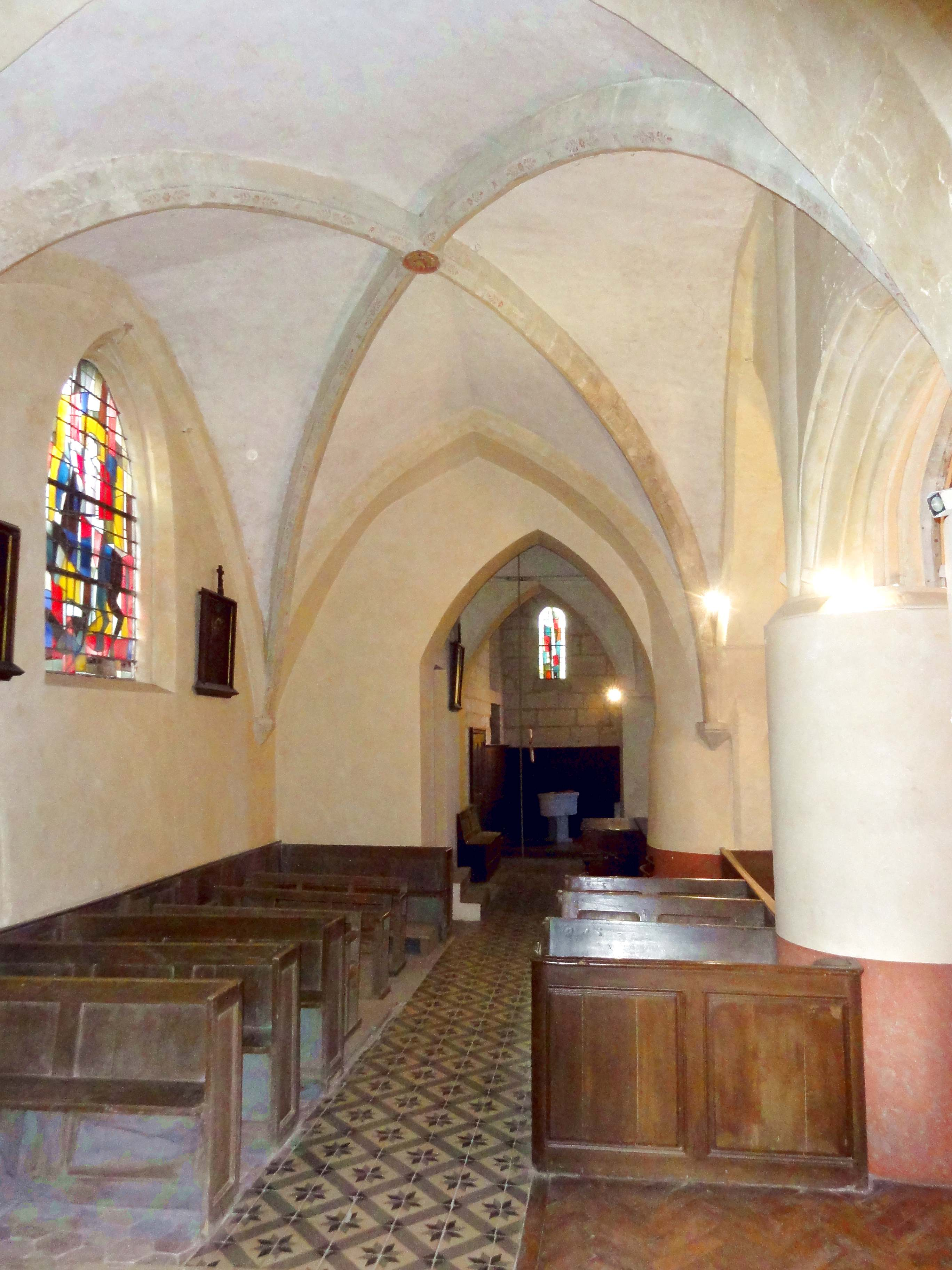
Chapelle sud, vue vers l'ouest.
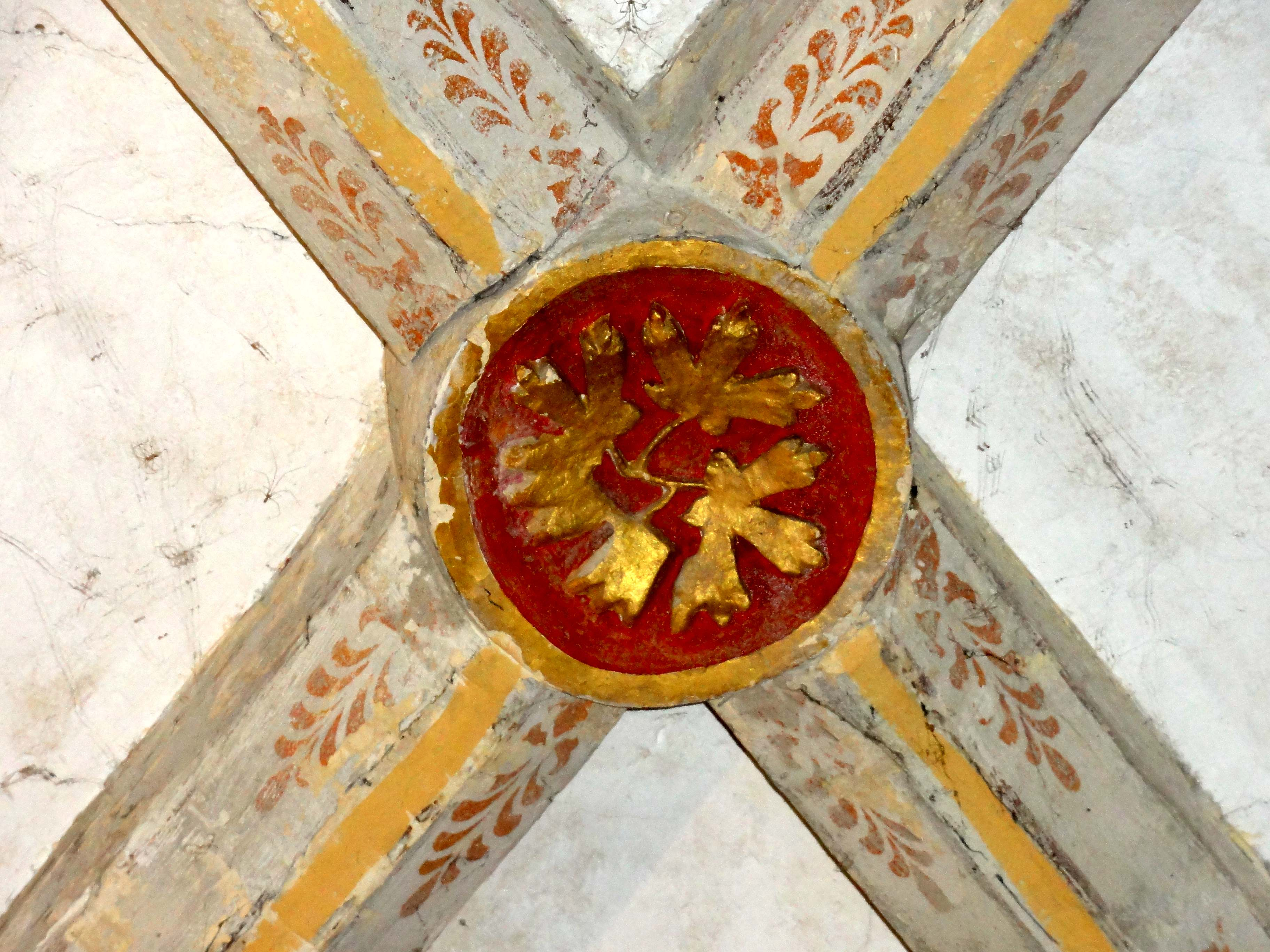
Chapelle sud, clé de voûte.

### Extérieur

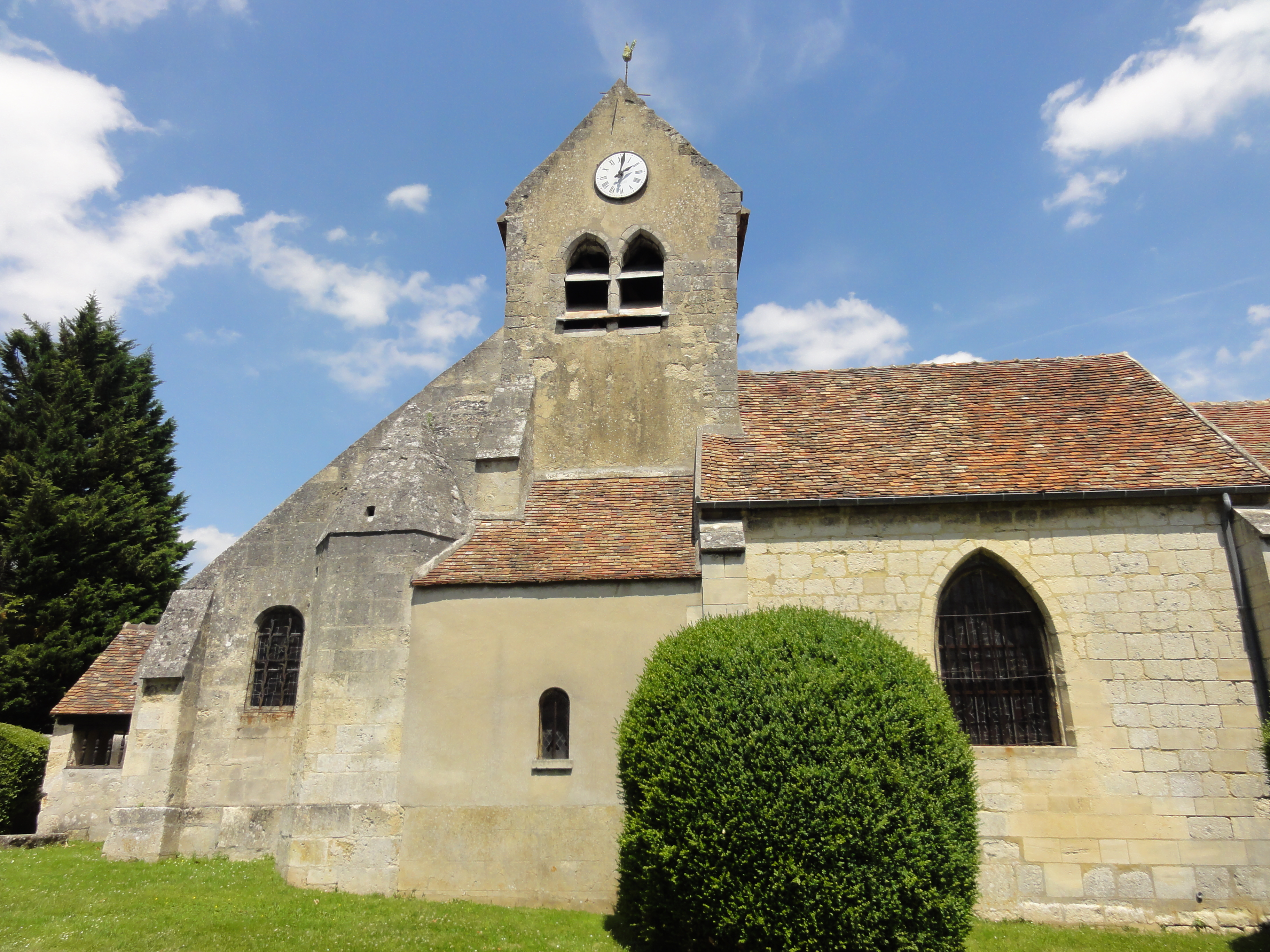
Vue depuis le sud (sans la sacristie).

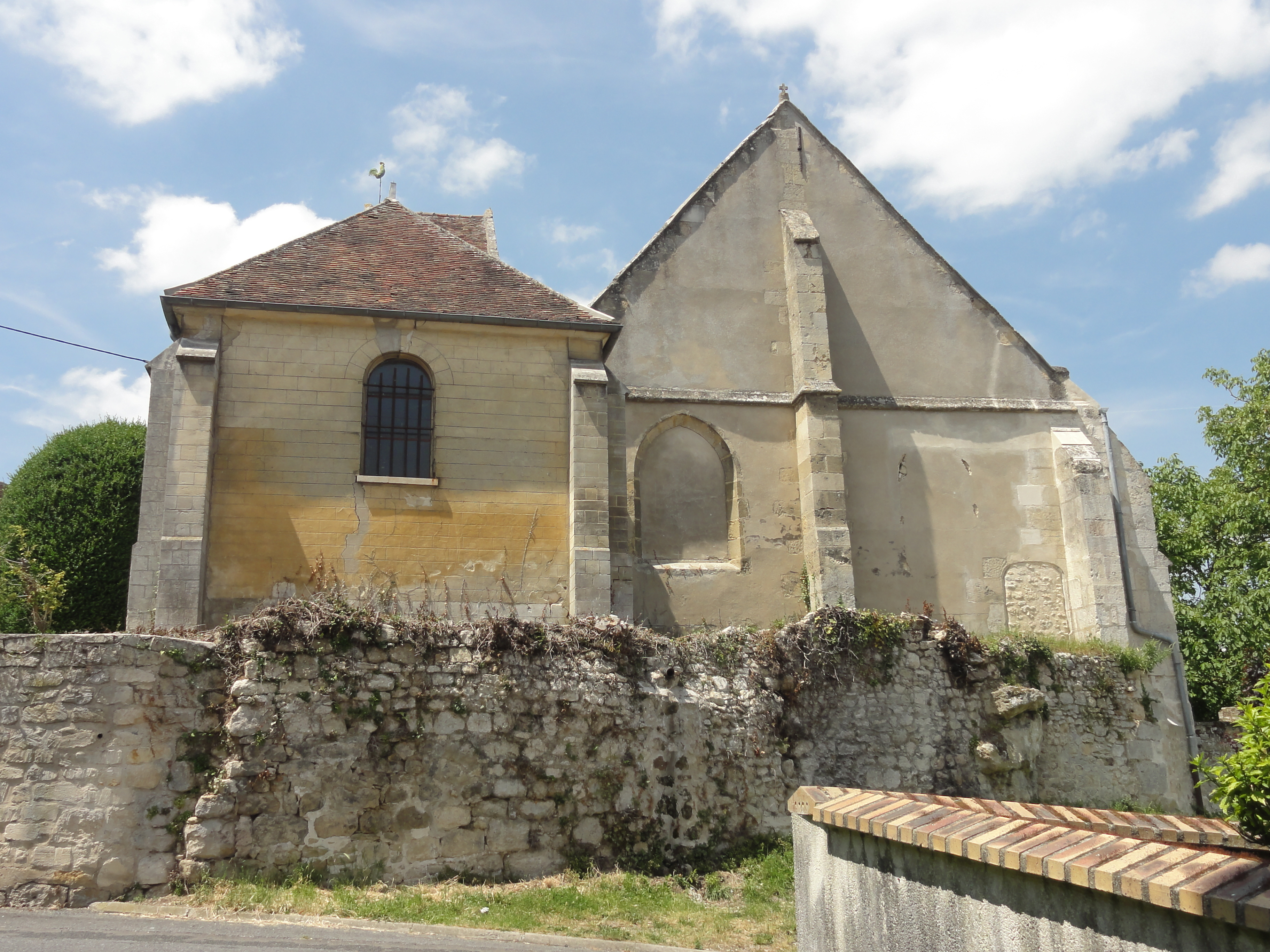
Chevet.

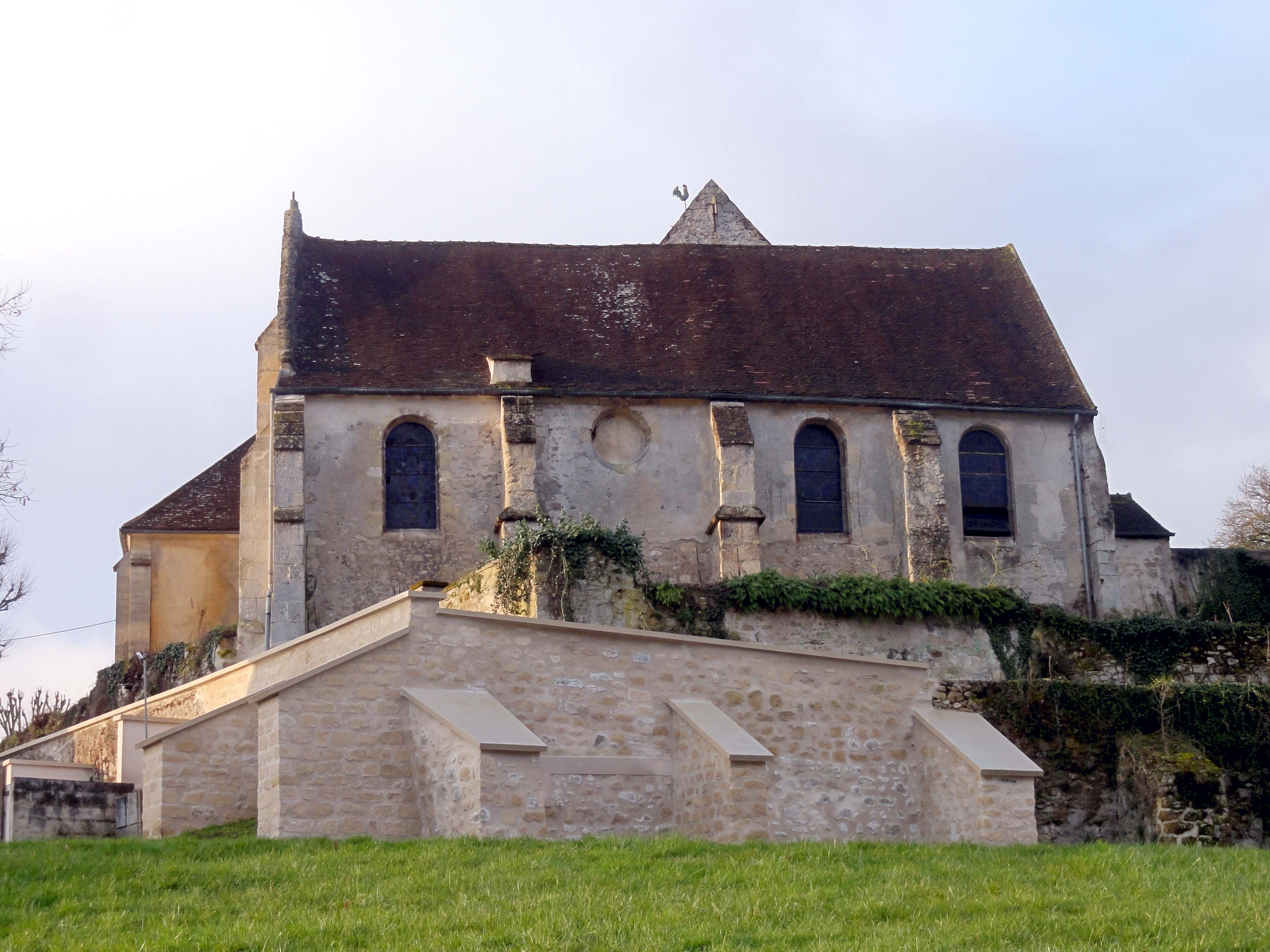
Vue depuis le nord.

L'élévation sud de l'église offre une silhouette pittoresque, qui n'a pas son équivalent dans la région, avec la juxtaposition de différents volumes paraissant sans rapport les uns avec les autres : ce sont, de gauche à droite, le porche du XVIIe siècle éclairé latéralement par une grille de balustres en bois tourné ; la chapelle des fonts baptismaux avec ses deux contreforts d'angle amortis par des glacis pentus formant larmier, caractéristique de la première période gothique, et son toit en appentis établi de manière atypique perpendiculairement à l'axe de l'édifice ; la courte tourelle d'escalier polygonale coiffée d'un toit en pierre, sans jours, paraissant homogène avec la chapelle ; le clocher en bâtière rustique, dont le toit est établi lui aussi perpendiculairement à l'axe de l'édifice, contrairement à l'usage général ; à son pied, l'ancienne sacristie, évoquant vaguement le croisillon d'un petit transept roman du fait de sa minuscule fenêtre en plein cintre (impression qui ne correspond pas à la réalité) ; la chapelle Saint-Joseph toute sobre, avec une grande fenêtre d'origine, sans remplage, et des contreforts apparemment refaits lors d'une restauration ; et enfin le grand corps de la sacristie, dont l'on ne soupçonne pas qu'il abrite un prolongement de la chapelle.
L'architecture n'offre, en revanche, aucun élément digne d'intérêt. Hormis les deux ruptures avec les conventions déjà évoquées, l'on note encore la position du clocher à côté de la nef, fréquente dans la reconstruction d'après la guerre de Cent Ans, mais exceptionnel aux XIIe et XIIIe siècles, quand les clochers centraux sont la règle dans la région, ou par défaut, des clochers bâtis à côté du chœur. En effet, sous l'Ancien Régime, seulement le transept et le chœur sont à la charge des gros décimateurs, et la nef et ses bas-côtés sont à la charge des paroissiens, ce qui vaut aussi pour le clocher s'il est implanté à côté de la nef. Cette circonstance peut expliquer son caractère rustique, avec simplement deux baies en arc brisé non décorées par face, et l'on peut faire le rapprochement avec Jagny-sous-Bois, Le Plessis-Luzarches et Le Plessis-Gassot, par exemple. Pour la plupart des églises des XIIe et XIIIe siècles au nord de l'Île-de-France, le clocher constitue le principal ornement à l'extérieur, et au même titre, le portail. En l'occurrence, le portail du temps de la construction de la nef gothique ne subsiste plus, et a été remplacé par une porte rectangulaire à double vantail sans caractère.
Si les deux chapelles et la tourelle d'escalier sont soigneusement appareillées en pierre de taille, provenant apparemment de deux carrières différentes, le clocher et le chevet sont partiellement enduits, la pierre de taille étant ici réservé aux encadrements des ouvertures, aux chaînages et aux contreforts, et la façade et le mur gouttereau nord sont bâtis en petits moellons irréguliers noyés dans un mortiers, avec les exceptions déjà citées. Le terme de façade ne convient par ailleurs pas, car ce mur est absolument fruste. Le chevet plat est seulement intéressant pour le fait qu'il révèle le plan de l'église à double vaisseau (abstraction faite des travées hétéroclites au sud), car le chœur et son collatéral nord possèdent un pignon commun, épaulé par un contrefort central. Il monte jusqu'aux deux tiers de la hauteur du pignon. Un larmier court autour à la naissance du pignon, et passe autour du contrefort. Les deux contreforts latéraux sont d'un type voisin de ceux de la chapelle des fonts baptismaux, sauf que le glacis sommital est moins pentu. Le fait que toutes les ouvertures du chevet soient bouchées lui enlève tout charme. L'on relève, en plus, une petite porte en anse de panier également bouchée, tout à droite. D'un aspect plus agréable est l'élévation septentrionale, grâce à ses trois fenêtres, en plein cintre et sans style particulier, dans la quatrième travée et les deux premières travées. Les trois contreforts qui correspondent au collatéral du chœur sont scandés par un larmier à mi-hauteur, et s'amortissent par un glacis formant larmier. Sur deux de ces contreforts, le larmier intermédiaire est présent sur les trois faces, disposition qui apparaît vers les années 1220 et se maintient jusqu'à la fin de la période flamboyante. Le contrefort intermédiaire du collatéral de la nef est rustique. Sa présence augure de l'existence ancienne de voûtes dans cette partie de l'église, mais l'on note aussi qu'il n'y a qu'un unique contrefort à l'angle nord-ouest. Il donne vers l'ouest.

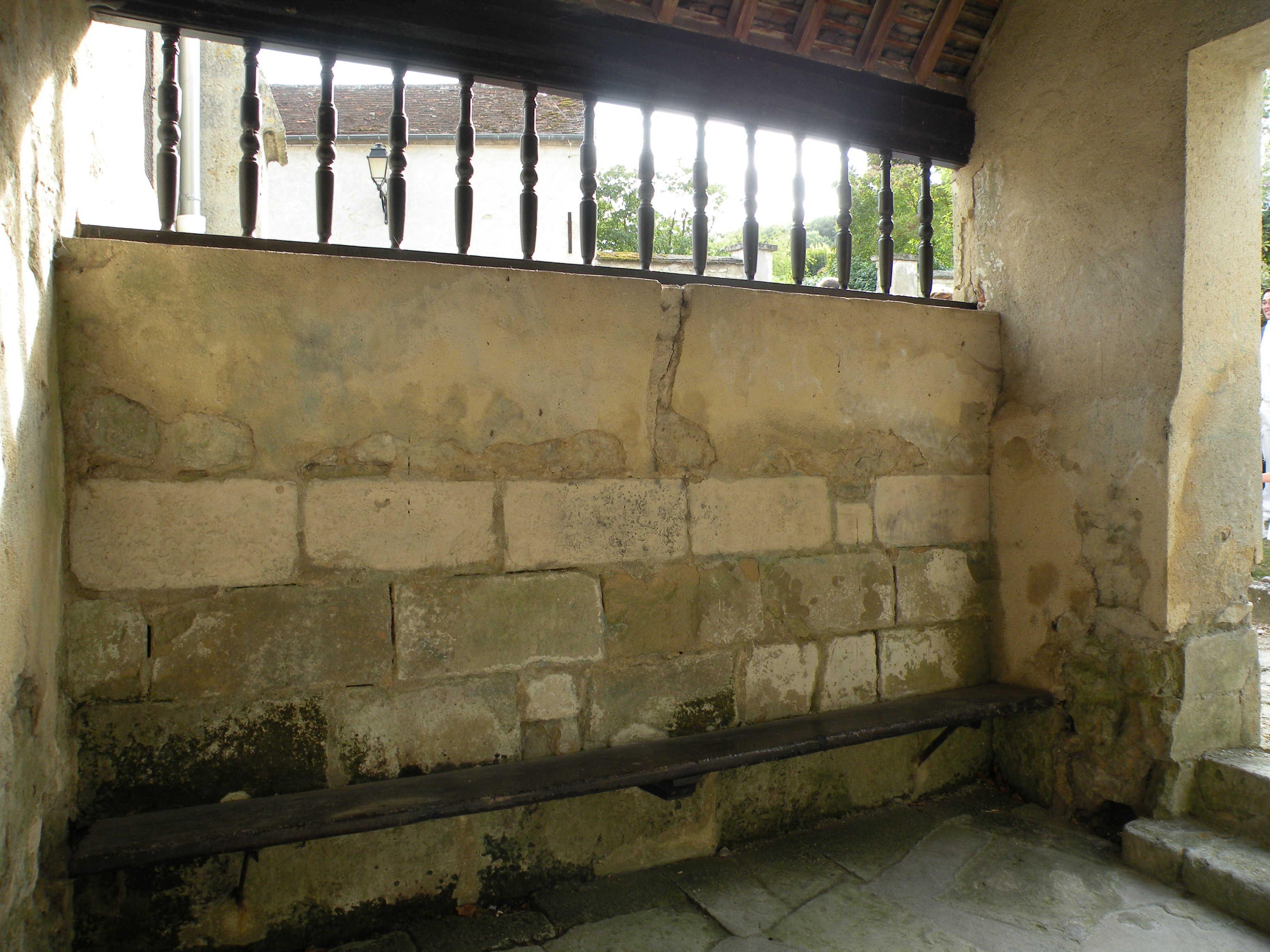
Intérieur du porche.
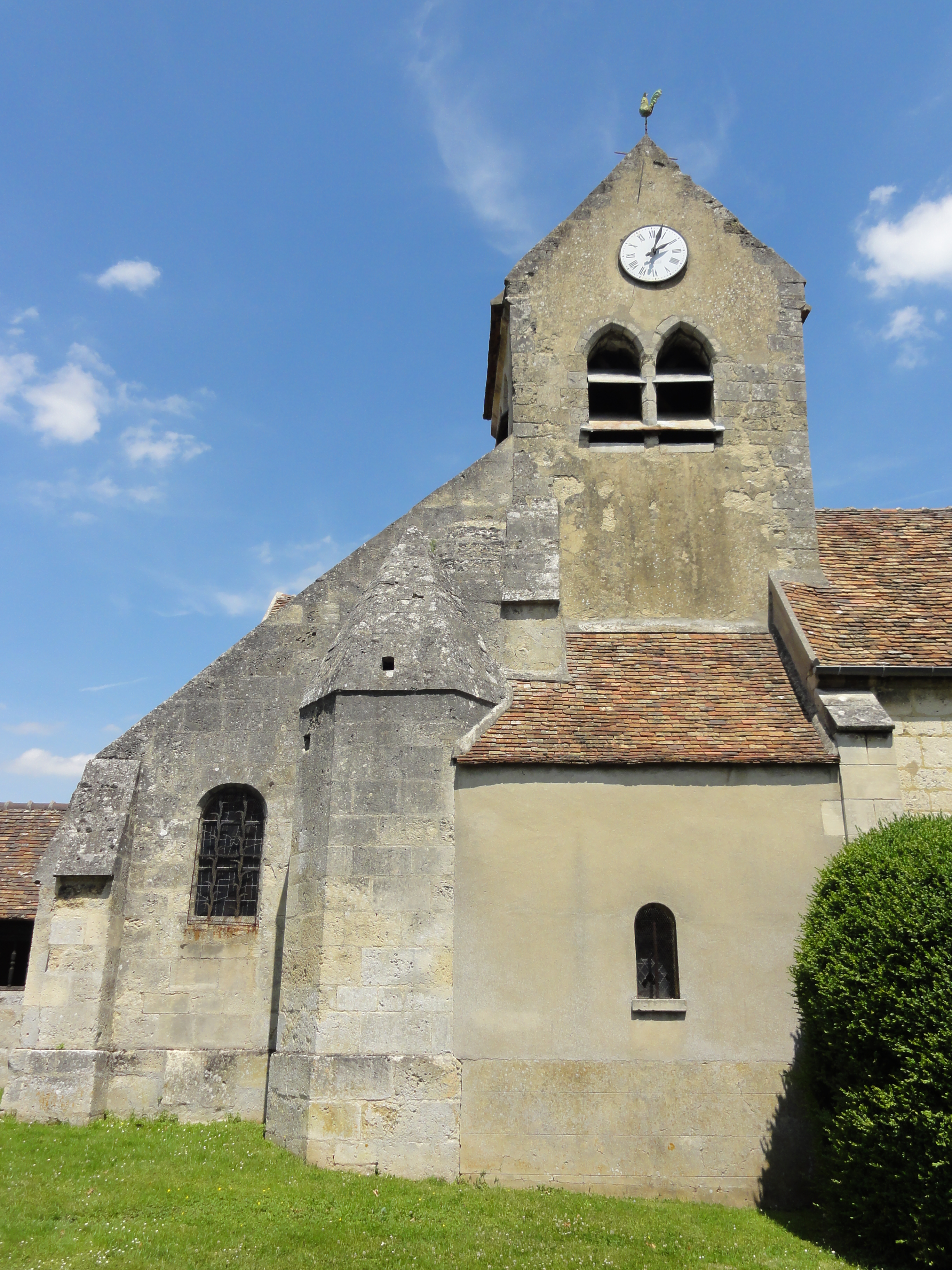
Vue partielle depuis le sud
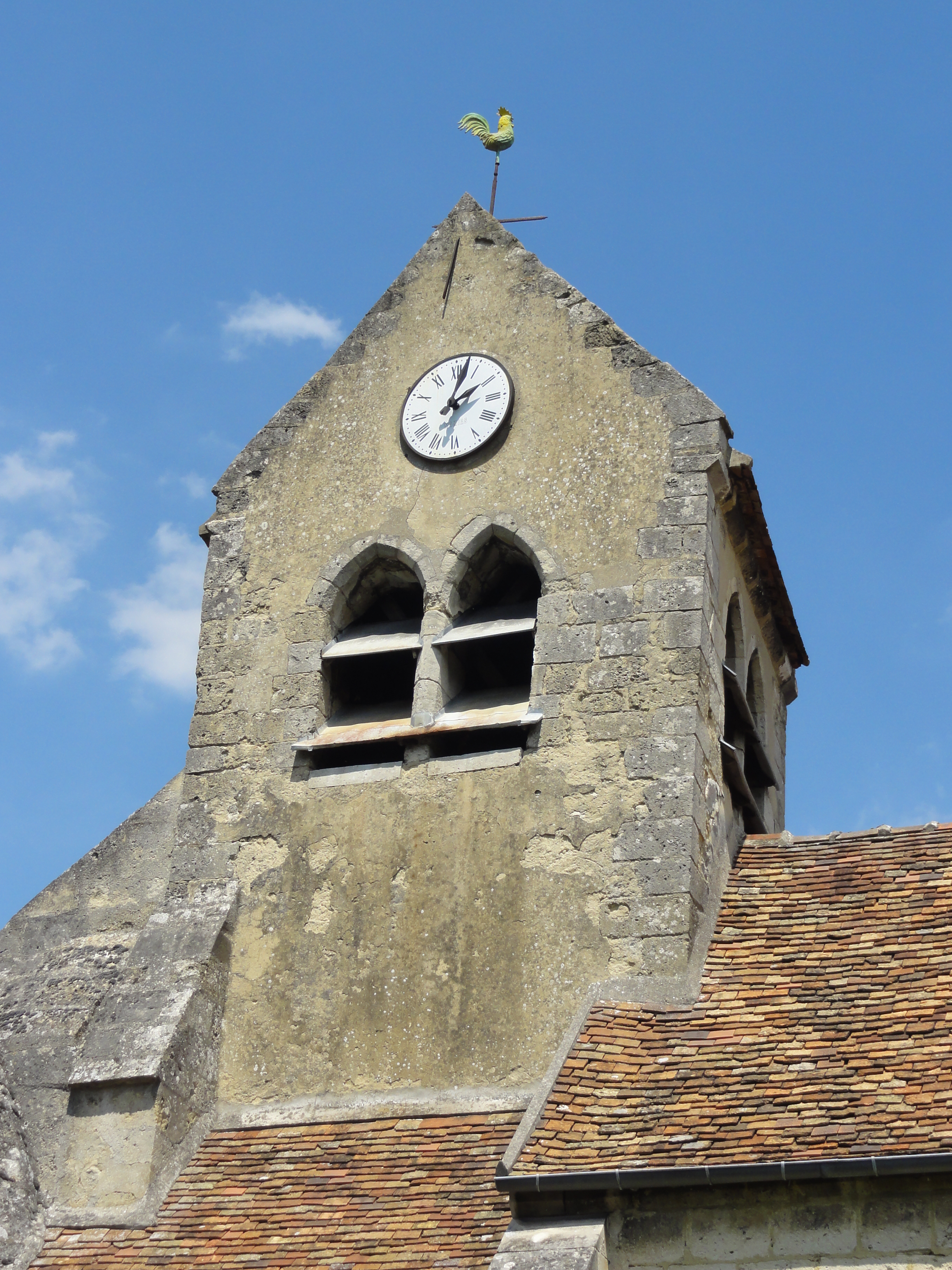
Clocher, côté sud.
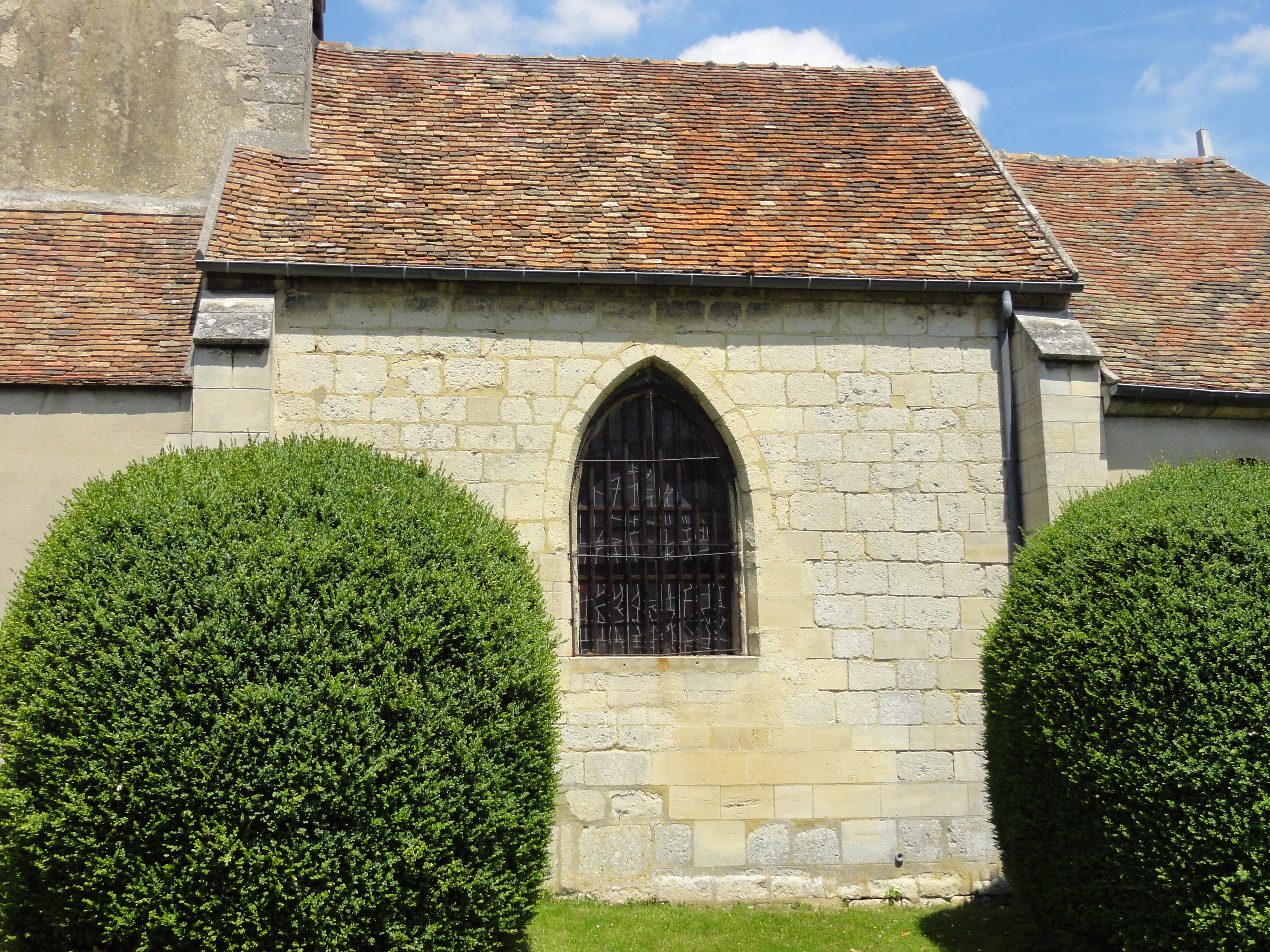
Chapelle Saint-Joseph.

## Mobilier

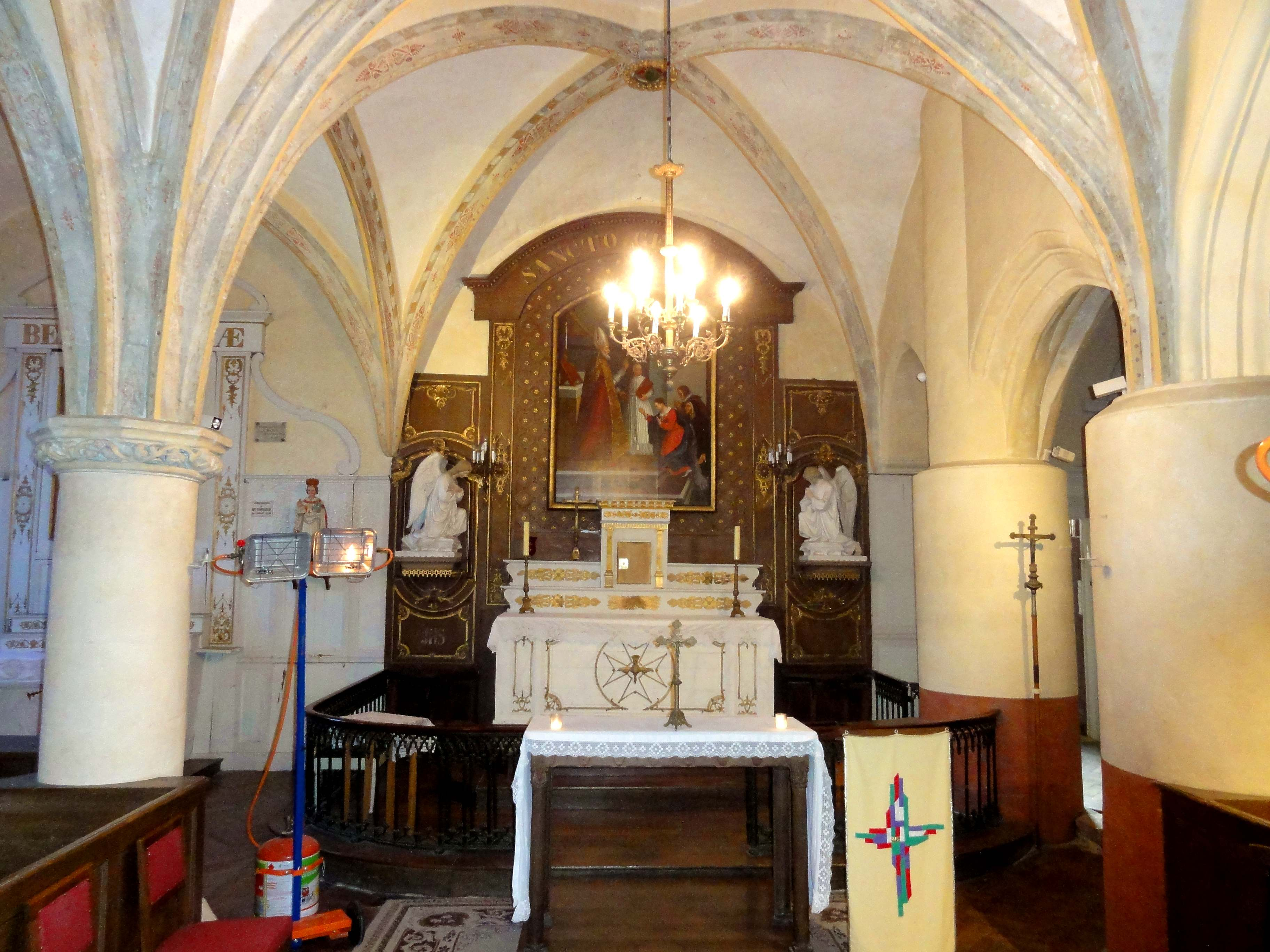
Sanctuaire et retable du maître-autel.

Parmi le mobilier de l'église, aucun élément n'est classé monument historique au titre objet. Le mobilier est du reste peu fourni, et l'église ne possède plus de statue de son saint patron. Une statue de saint Germain était jadis placée au-dessus du portail occidental, sous le porche. Elle a été rapatriée dans l'intérieur de l'église par mesure de sécurité, mais a néanmoins fini par être volée. Dans la chapelle des fonts baptismaux, l'on remarque les belles boiseries, et la porte de la cage d'escalier du clocher, sculptée de plis de serviette dans le goût de la seconde moitié du XVIe siècle. La chaire à prêcher, sans grand caractère, comporte en face un panneau sculpté en bas-relief beaucoup plus ancien, et représentant saint Germain. Les trois retables du chevet sont relativement simples et sobres, et ne sont peut-être pas antérieurs au début du XIXe siècle. Chaque retable affiche un grand tableau peint à l'huile sur toile. Dans la chapelle de la Vierge, à gauche (au chevet du collatéral nord), le tableau de la Vierge à l'Enfant a été peint par l'abbé Dupuis, curé de Noisy de 1836 à 1887, qui a passé la totalité de sa longue carrière dans la paroisse de Noisy, et célébré les cinquante ans de son sacerdoce le 15 juin 1886. Dans le vaisseau central, le retable représente un gentilhomme et son épouse, accompagnée de sa mère, agenouillés devant les marches d'un autel, tandis qu'un évêque les bénis. Il s'agirait de René de Maupeou (1663-1734), marquis de Noisy-sur-Oise, seigneur de Sablonnières, lieutenant-général, directeur général de l'infanterie, présentant sa femme, Marie-Marguerite Jeannin, à saint Nicolas. Le marquis de Noisy aurait offert ce tableau à l'occasion de son mariage célébré le 28 avril 1691. Dans la chapelle de la Vierge, au sud, le tableau de retable présente un diacre et un évêque, probablement saint Vincent, patron des vignerons, auquel la chapelle est dédiée (avec saint Joseph), et saint Germain, saint patron de la paroisse. Ces deux saints ne se sont en réalité jamais rencontrés. — En dehors du mobilier à proprement parler, la cloche mérite également d'être signalée. Elle pèse 1 093 livres, et porte l'inscription suivante : « L'an 1785 j'ai été bénite par Mr Pierre Montier curé de Noisy et nommée Renée, Augustine, Anne, Justine par C. R. René, Nicolas, Charles, Augustin de Maupeou et par Madame Anne, Justine Feydeau de Brou, épouse de M. René Ange Augustin de Maupeou brigadier des armées. André Thomas, Fasquelle Vicaire, François Delafond syndic, Étienne Brungnard et Pierre Gauthier Marguilliers ». Les fleurs de lys qui ornaient la cloche ont été burinées à la Révolution.
Les vitraux sont dus pour partie à Jacques Bony (1948).

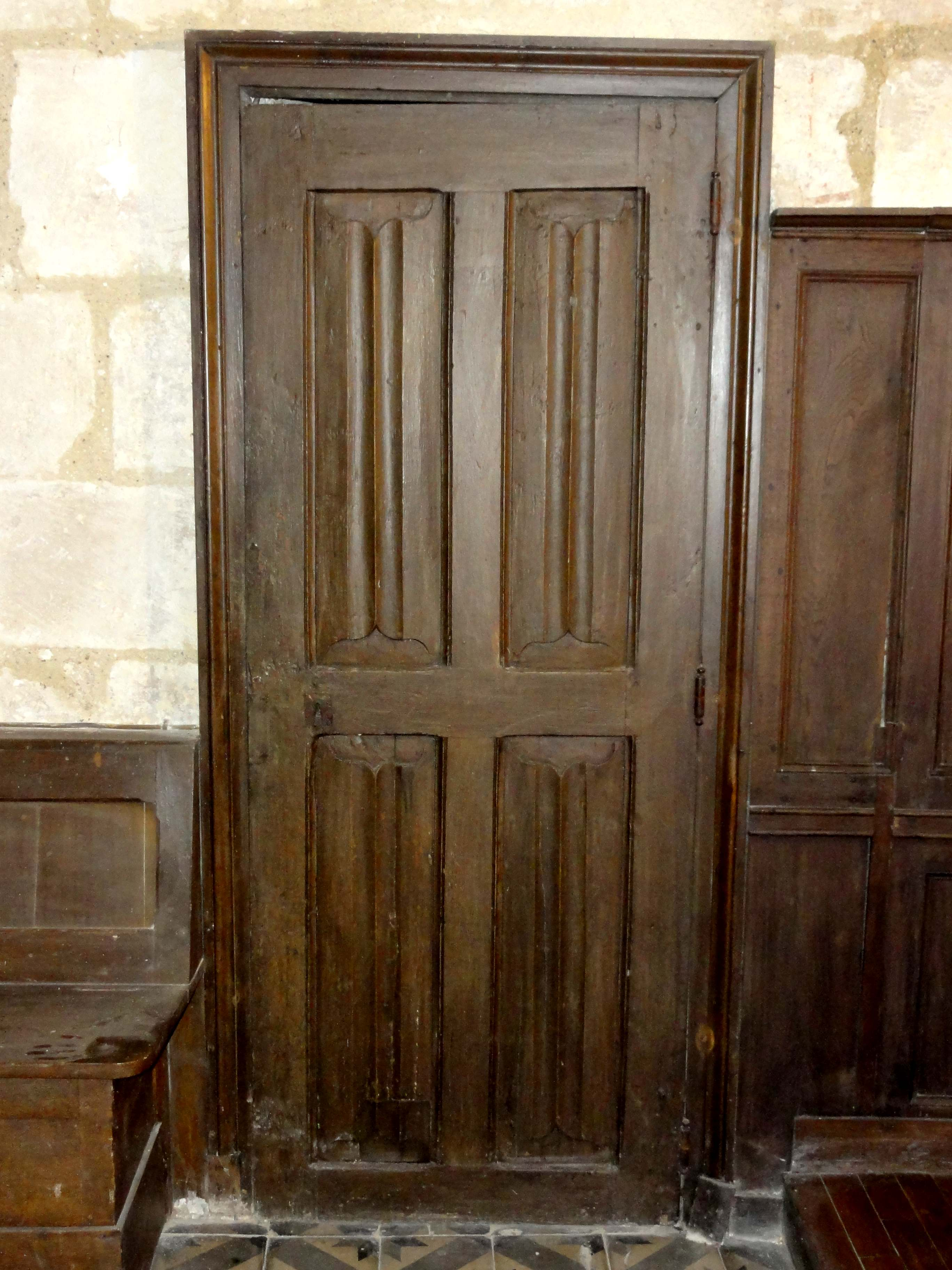
Porte de la cage d'escalier du clocher.
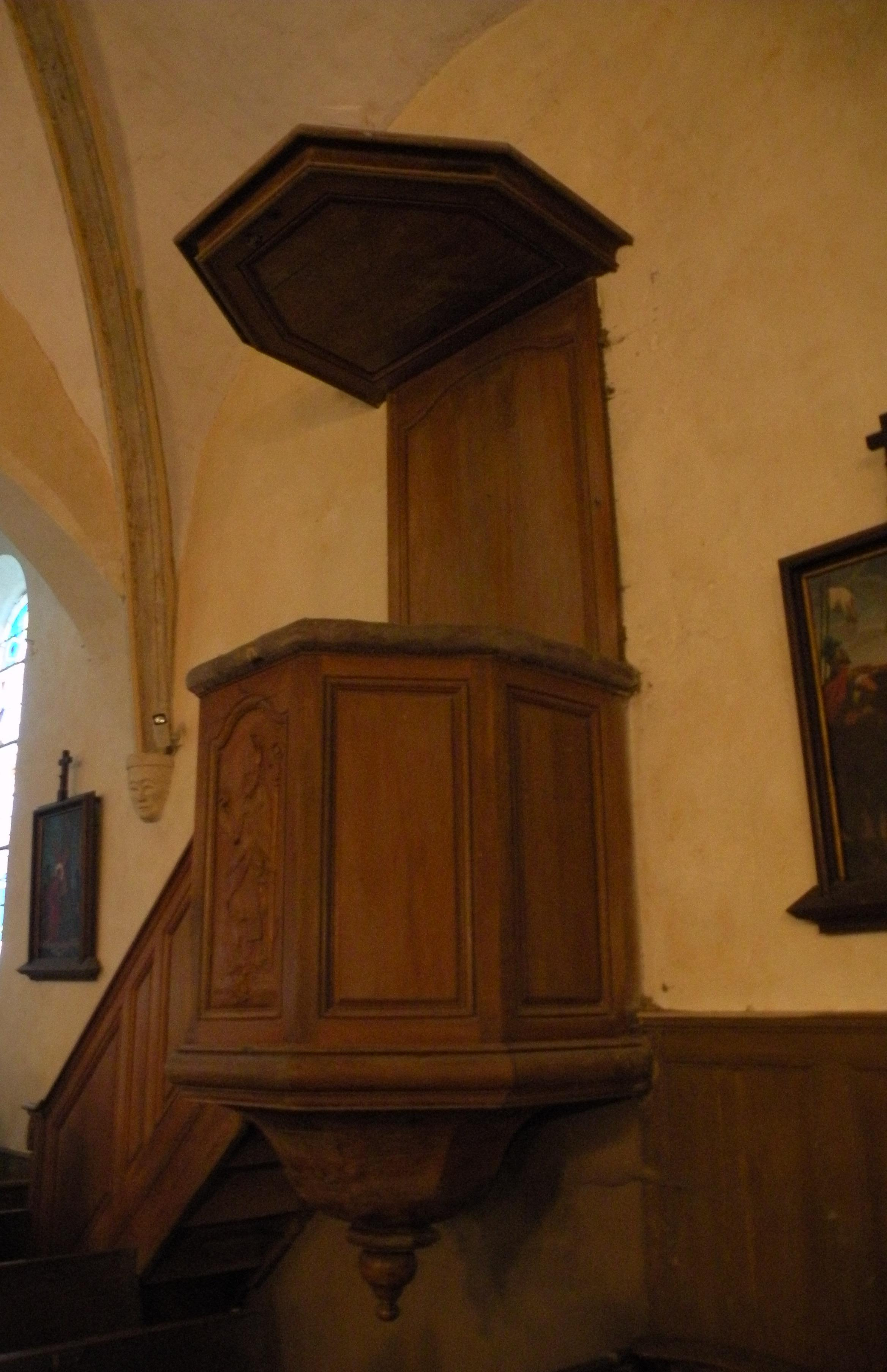
Chaire à prêcher.
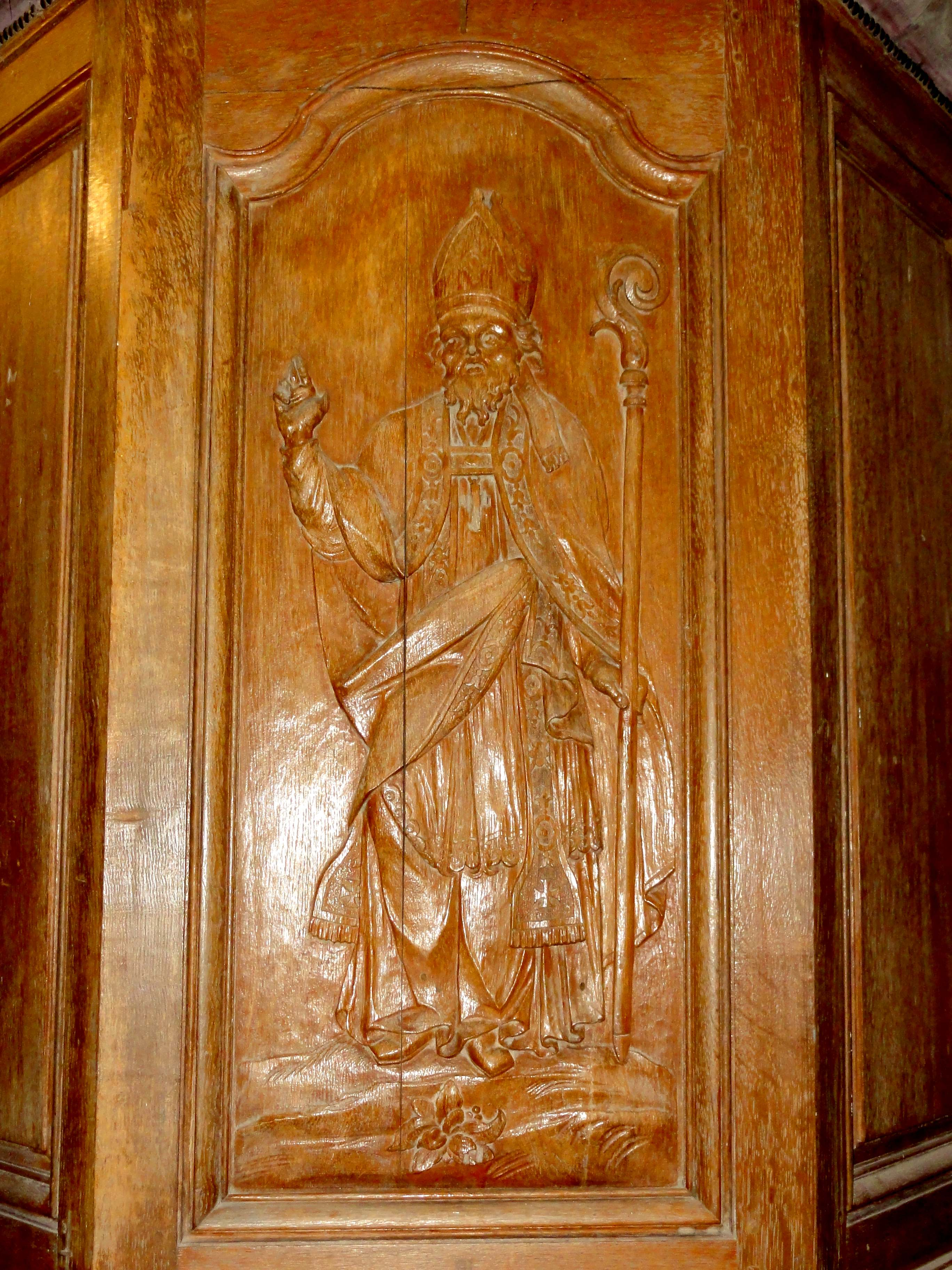
Chaire à prêcher, bas-relief - saint Germain.
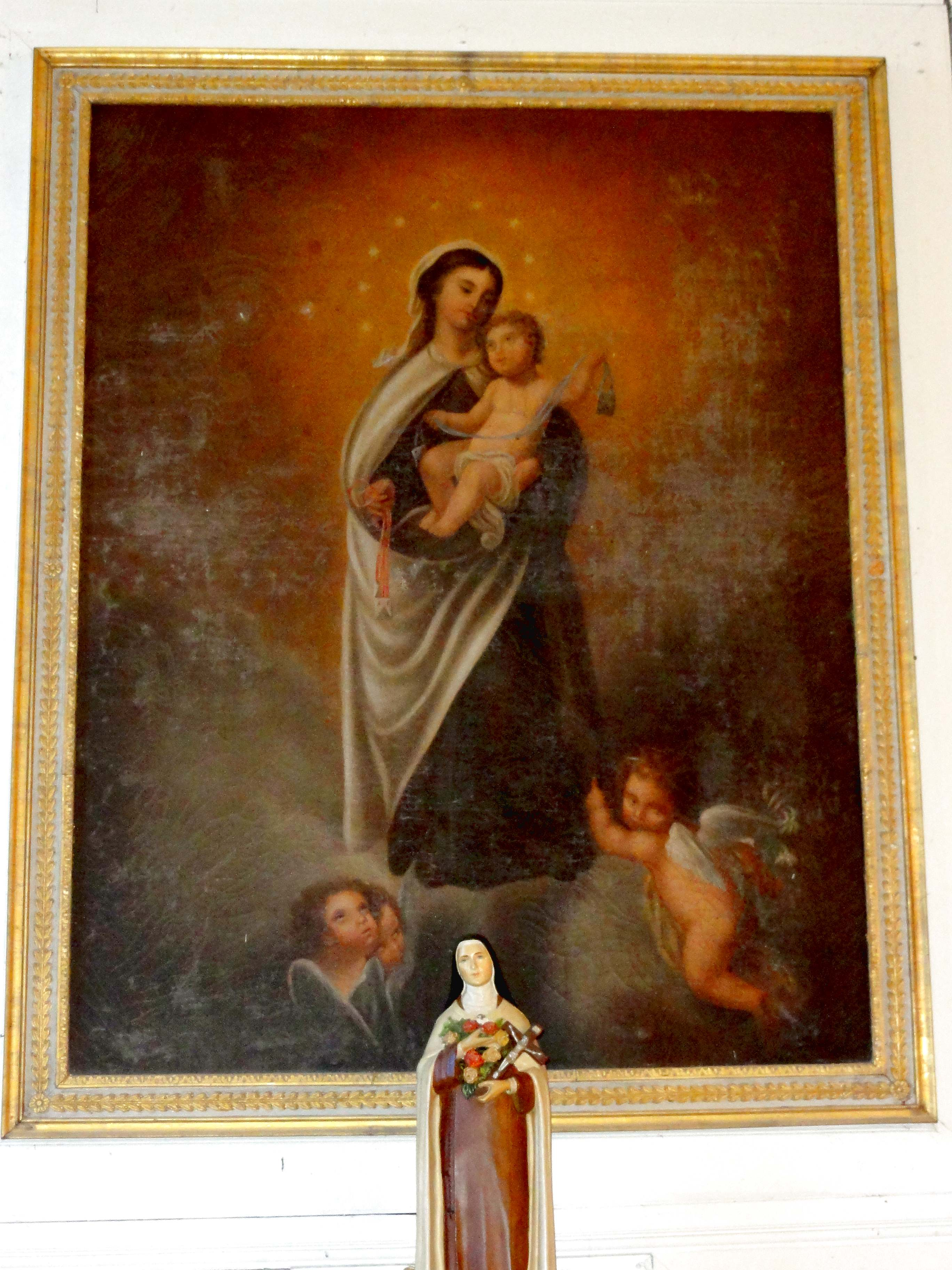
Tableau de retable - Vierge à l'Enfant.
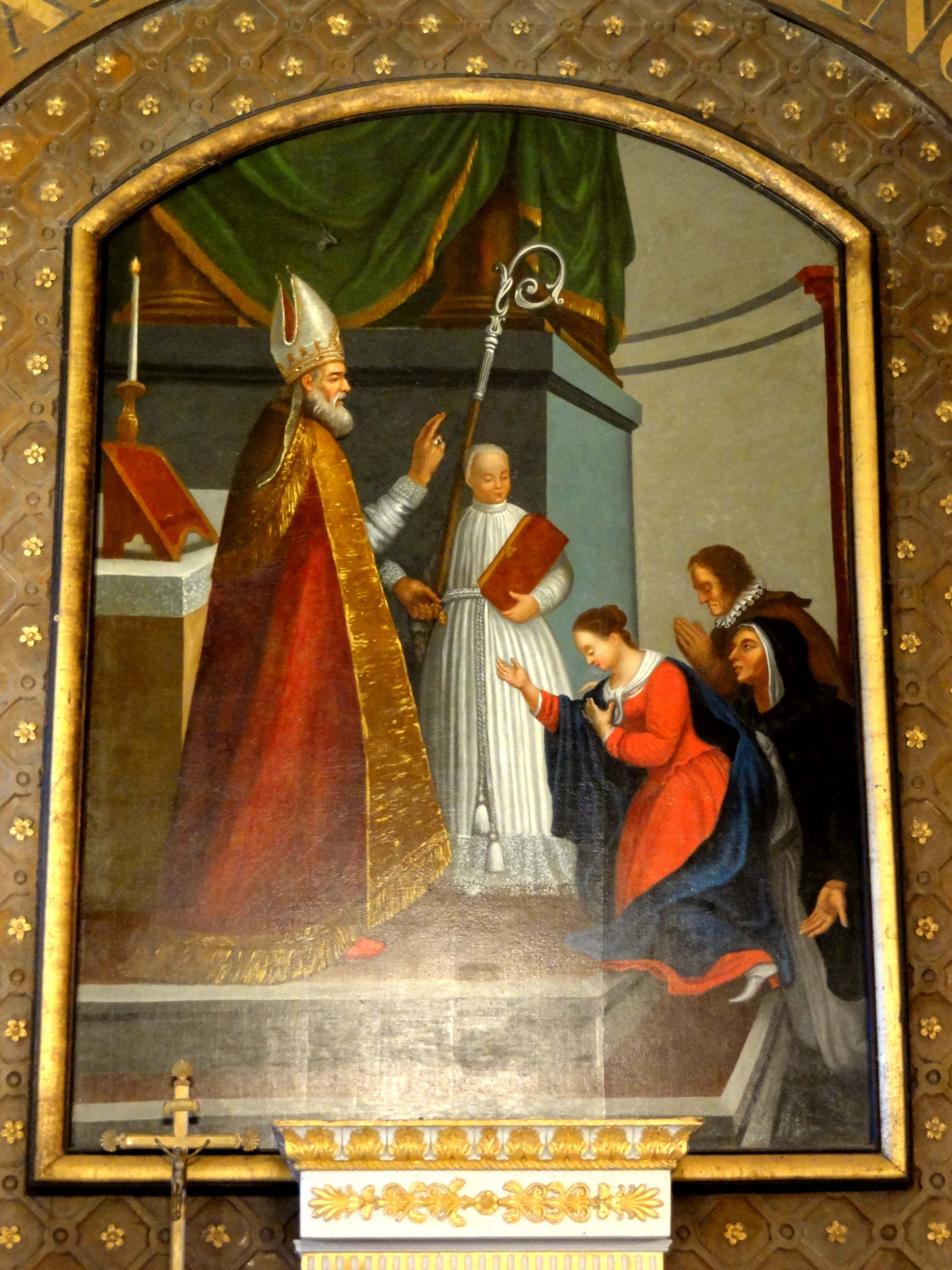
Tableau de retable - saint Nicolas et René de Maupeou.
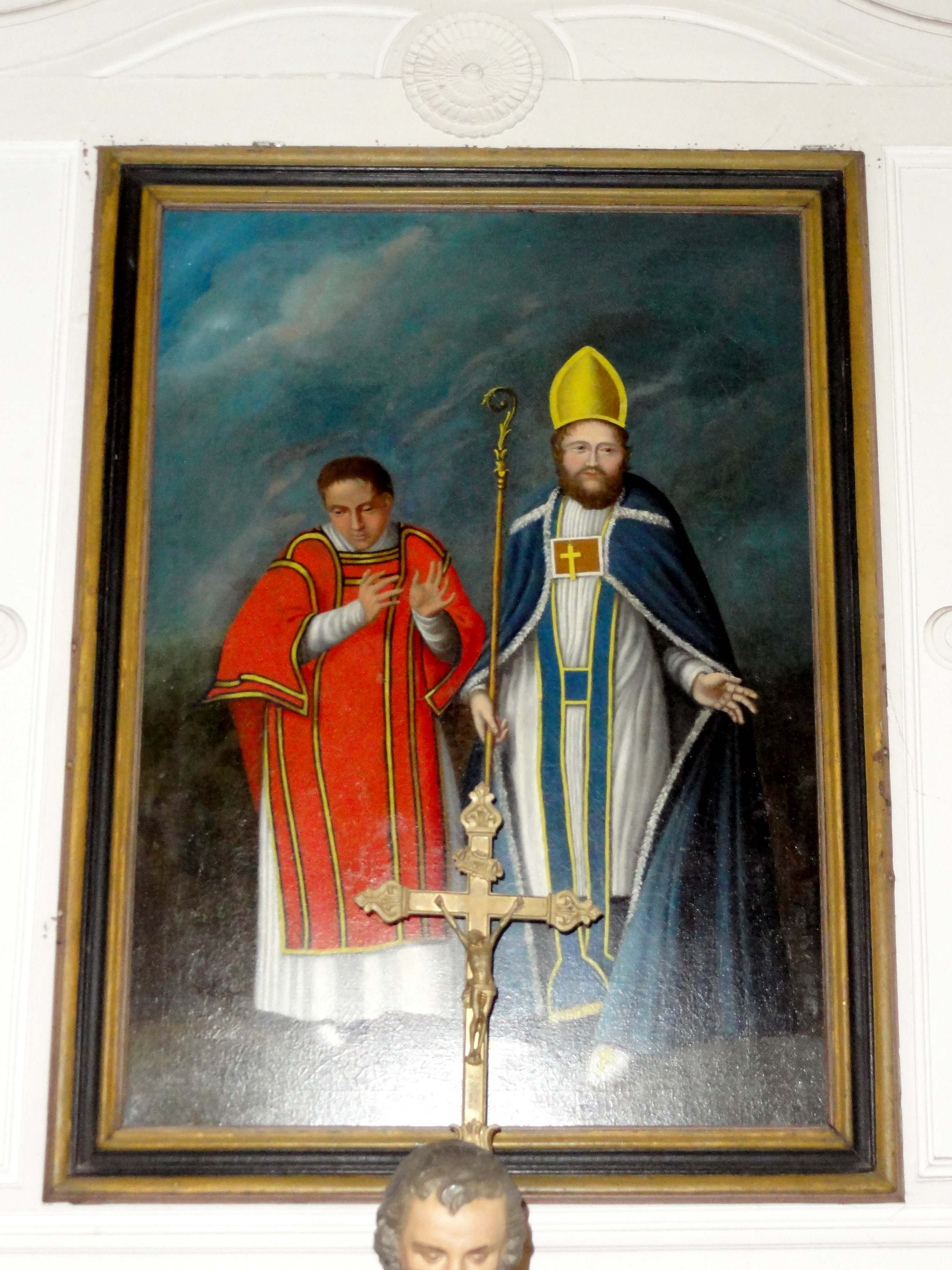
Tableau de retable - saint Vincent et saint Germain.